# デンマーク料理

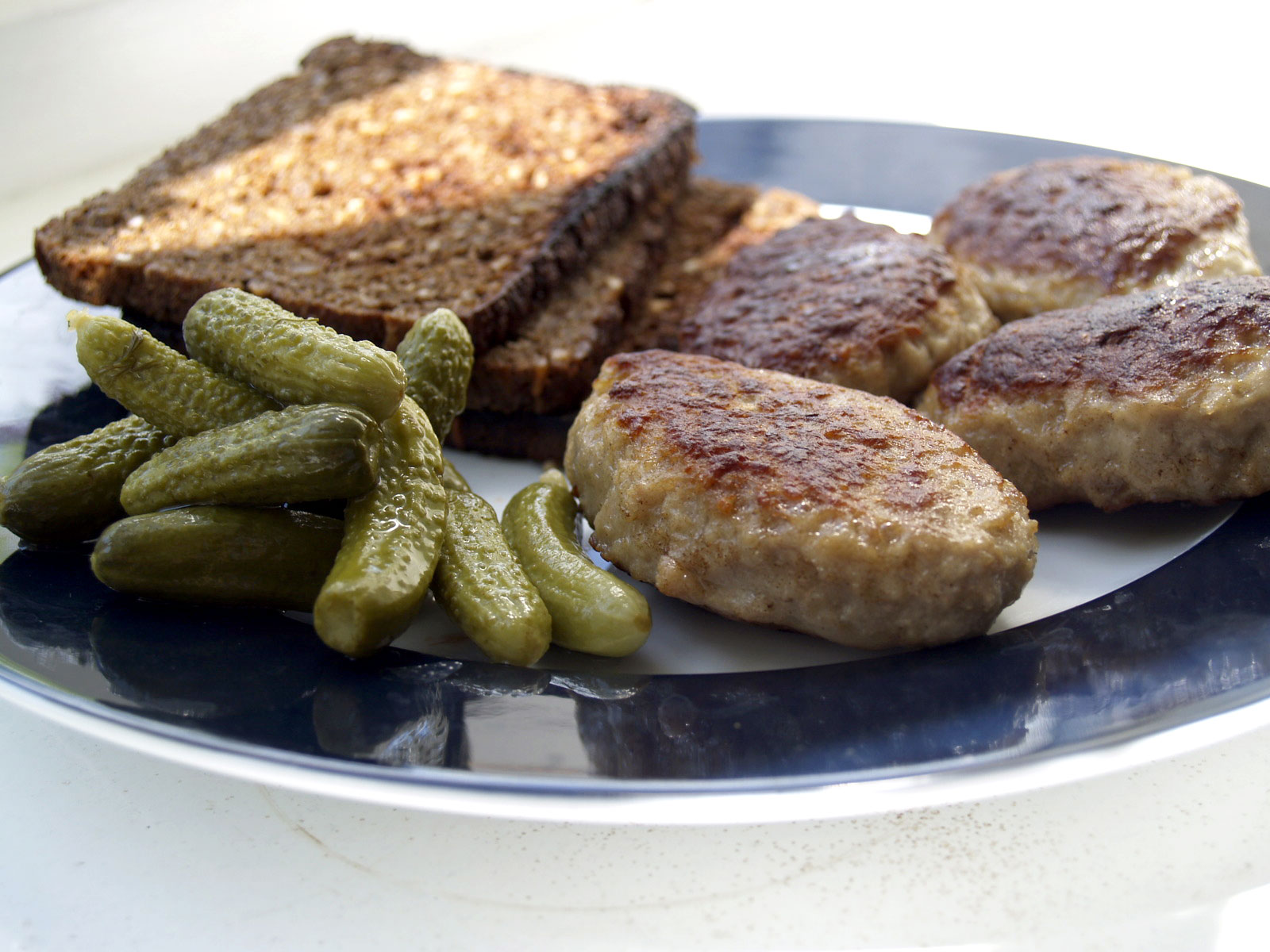
（ライ麦パン）とピクルスを添えたフリカデラ

デンマーク料理（デンマークりょうり）は、農民による地元産食材料理に始まり、19世紀の調理技術向上と産業革命以降の物品の広い流通により高められた。スモーブロー (smørrebrød) として知られるオープンサンドイッチは、基本的に昼食の食事であるが、様々な豪華な食材を調理して乗せたものはデンマークの名物料理としても知られる。温かい食事は伝統的にフリカデラ（ミートボール）のような挽き肉の料理か、またはflæskesteg（皮付きローストポーク）やKogt torsk（茹でたタラ）のマスタードソースと付け合わせ添えのような、より十分な肉や魚の料理である。デンマークはカールスバーグやツボルグといったビール、アクアビットやビターズで有名であるが、今は輸入ワインの人気が上がっている。
デンマークのシェフは、大陸の料理に刺激を受け、高級な地元産料理を元にした数々の革新的な美食料理を近年考案した。その結果、コペンハーゲンと州には評判の高級レストランが数多くあり、その幾つかはミシュランの星で評価されている。

## 歴史

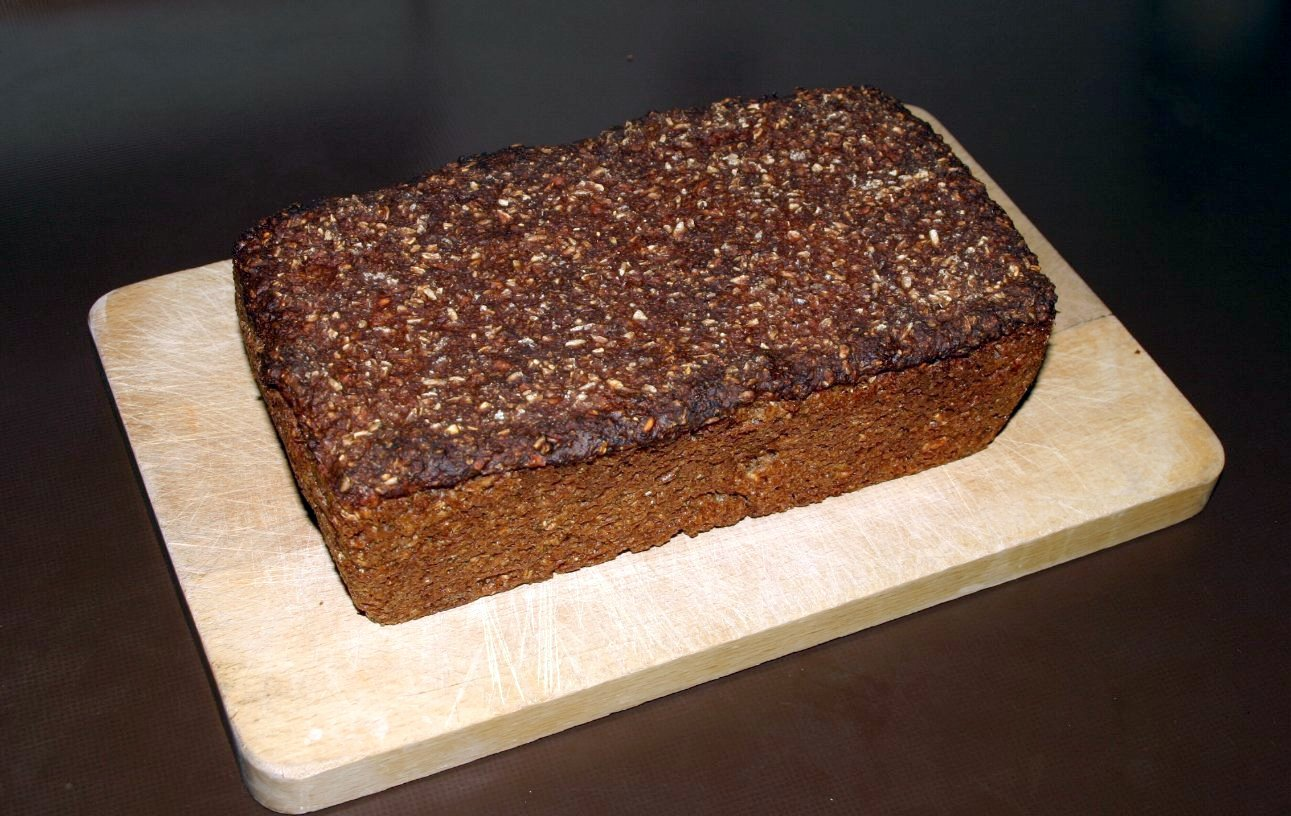
デンマークのライ麦パン（rugbrød）

デンマーク料理は、1860年の産業革命以前に国中に広まった農民料理に起原を持つ。農民料理は、自営の農場や近隣で採れる作物を利用する必要性に基づいていた。そのため、ジャガイモ、パンおよび塩漬け豚肉が至る所で食べられた。農家にはそれぞれ自家製の長期保存製品、パンの原料のライ麦、ビール用の大麦、スープ用の乾燥エンドウ豆、燻製または塩蔵豚肉の保存庫があった。産業化により新鮮な肉と野菜の消費が増加した一方、ライ麦パンとジャガイモは主要な食材であり続けた。19世紀後半の協同組合出現に伴い、牛乳が人気を得た。薪窯と挽き肉機により、フリカデラ（ミートボール）、ローストポーク、ゆでタラ、牛挽き肉ステーキなどの新しい料理が考案された。Rødgrødのような果物を煮込んだデザートもこの時代に作られた。
ソーセージは経済的な上に長期保存も可能であり、スモーブローが考案される以前の何世紀もの間、ライ麦パンと共に供された。18世紀末までには数種類のソーセージがあったが、冷製肉製品は1840年代にフランス人精肉業者のフランソワ·ルイ·ボーヴェがコペンハーゲンで商売を始めたときに急速に発展した。1880年代に、数多くの種類のオープンサンドイッチのメニューがあるスモーブロー専門のレストランをオスカー・デイヴィッドソンが始めた。19世紀末にはLeverpostej（レバーペースト）が食品店で販売されるようになったが、価格はそれ以前からコールドカットと同等であった。同じ頃、昼食を楽しむ1時間の昼休みが30分に短縮され、スモーブロー数枚の弁当を食べて働くようになった。1920年代と1930年代に、トマトとキュウリがコールドカットにトッピングされるようになった。1940年代に、Henry Stryhnがコペンハーゲン周辺で自転車での配達をすることによりleverpostej が普及した。
1960年代から1970年代にかけて、冷凍食品の登場によってファストフードが作られるようになり、デンマークから国外への旅行が広がるにつれ地中海料理への関心も高まった。1990年代までに、国内では新鮮な農作物を生産する一方、南部から食材を輸入するようになり、グルメ料理の関心が高まる基盤が作られた。デンマークの料理人がテレビでカナール・ア・ロランジュ（canard à l'orange 、鴨のオレンジソース）や本場のベアルネーズソース（sauce Béarnaise）の作り方を説明するように、多くはフランス料理の影響を受けた。若い世代の料理人は直ちに海外に出て、美しく盛りつけた美味しい北欧料理に地元の食材を用いるために、フランス料理やスペイン料理の技を適用する方法を学んだ。その結果、近年のデンマークの料理人はデンマーク料理を世界的な美食とするために貢献し、コペンハーゲンや各地方にはミシュラン星レストランがある。

## 新デンマーク料理 (Det ny nordiske køkken)

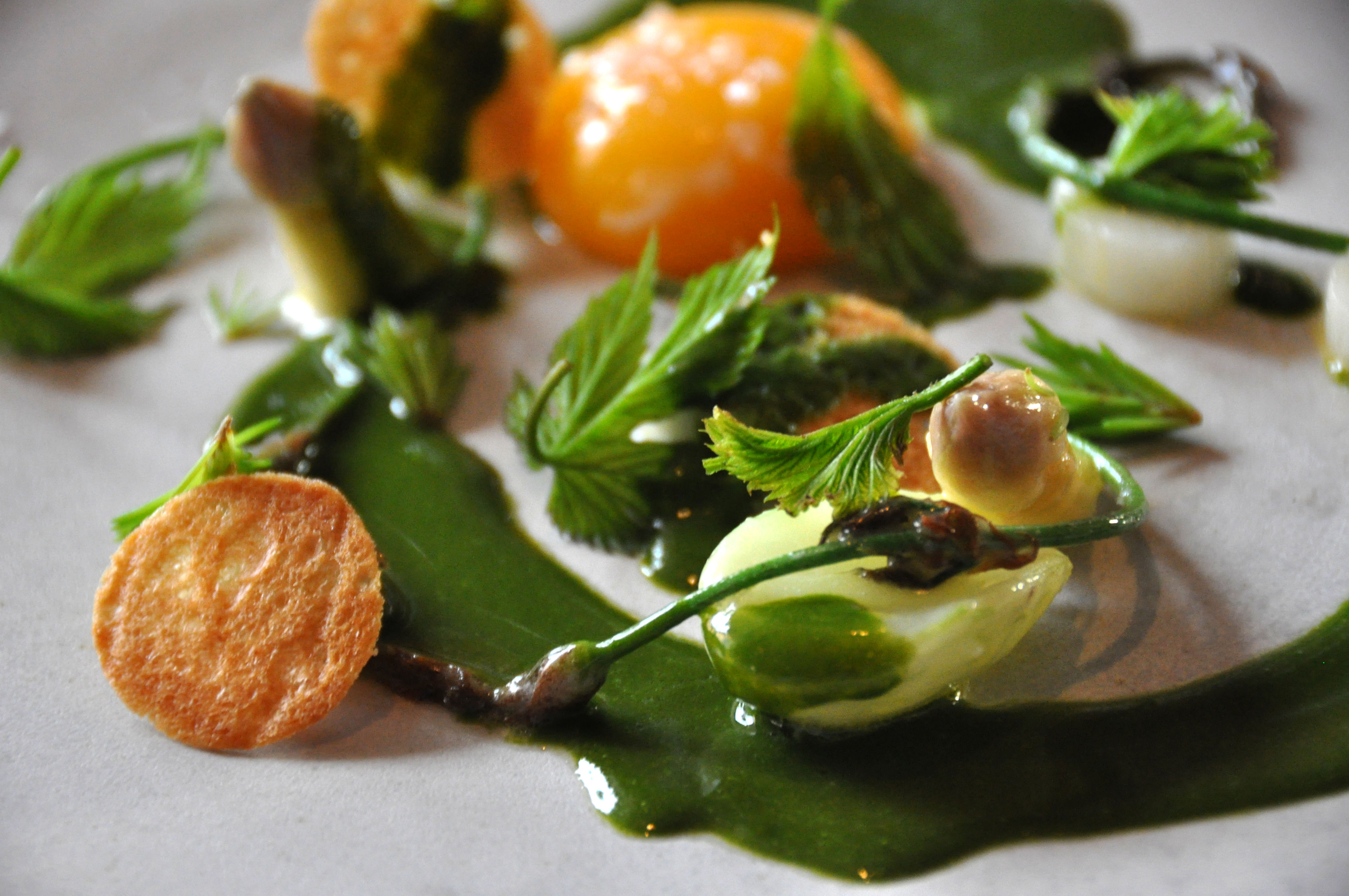
レストラン「ノーマ」の伝統的な地元食材料理、「ホワイトアスパラガスのポーチドエッグの黄身添えクルマバソウソース」

デンマーク料理にはまた、地産食材とまだ広まっていない調理技術を用いて伝統的なレシピを継承できるという利点がある。オーガニック食品への関心が高まるにつれてアブラナ、オートムギ、チーズ、および旧品種の果物といった食材が再度見直され、レストランや家庭で新たな方法での調理に使われた。北欧理事会の農業・食品委員は、食品製造業で北欧諸国の農産物使用を推奨するマニフェストの策定を支援する一方、各地域の料理に関する「純正、新鮮、純真と規範」を推進した。
コペンハーゲンのレストラン、ノーマ (Noma) （北欧の食品を意味するnordisk madを短縮した名前）は、レストラン誌が選ぶ2010、2011および2012年の「サンペレグリノ世界のベストレストラン50」で世界1位を連続して獲得した。
デンマークのシェフ、クラウス・マイヤー (Claus Meyer) は、BBC Lifestyleチャンネルで北欧料理の番組を持ち、レシピ本「Almanak 」には1年間毎日分の365の新しい料理が記載されている。

## 食事
デンマークでは通常食事は3食であり、冷製の朝食とコーヒー、仕事中の冷製の昼食、および家族との自宅での温かい夕食が一般的である。午後の中頃や夕方遅くに軽食を食べることもある。温かい料理では肉、特に豚肉が最も一般的な食材であり、ジャガイモ、またはニンジン、レタスなどの他の野菜を添えて供される。温かい料理はメイン1品がほとんどであり、前菜は滅多にないがアイスクリームや果物などのデザートが供されることもある。ビールとワインが一般的な食事中の飲み物であり、ソフトドリンクや水も多いが、牛乳やコーヒーは非常に少ない。多くの家庭では古くからの伝統に従い、母親と父親が一緒に料理して子供たちに料理を教える。食事は家庭生活で重要な要素であり、デンマーク特有の心地よさとして知られるヒュッゲ（hygge）に寄与する。

### 朝食（morgenmad）

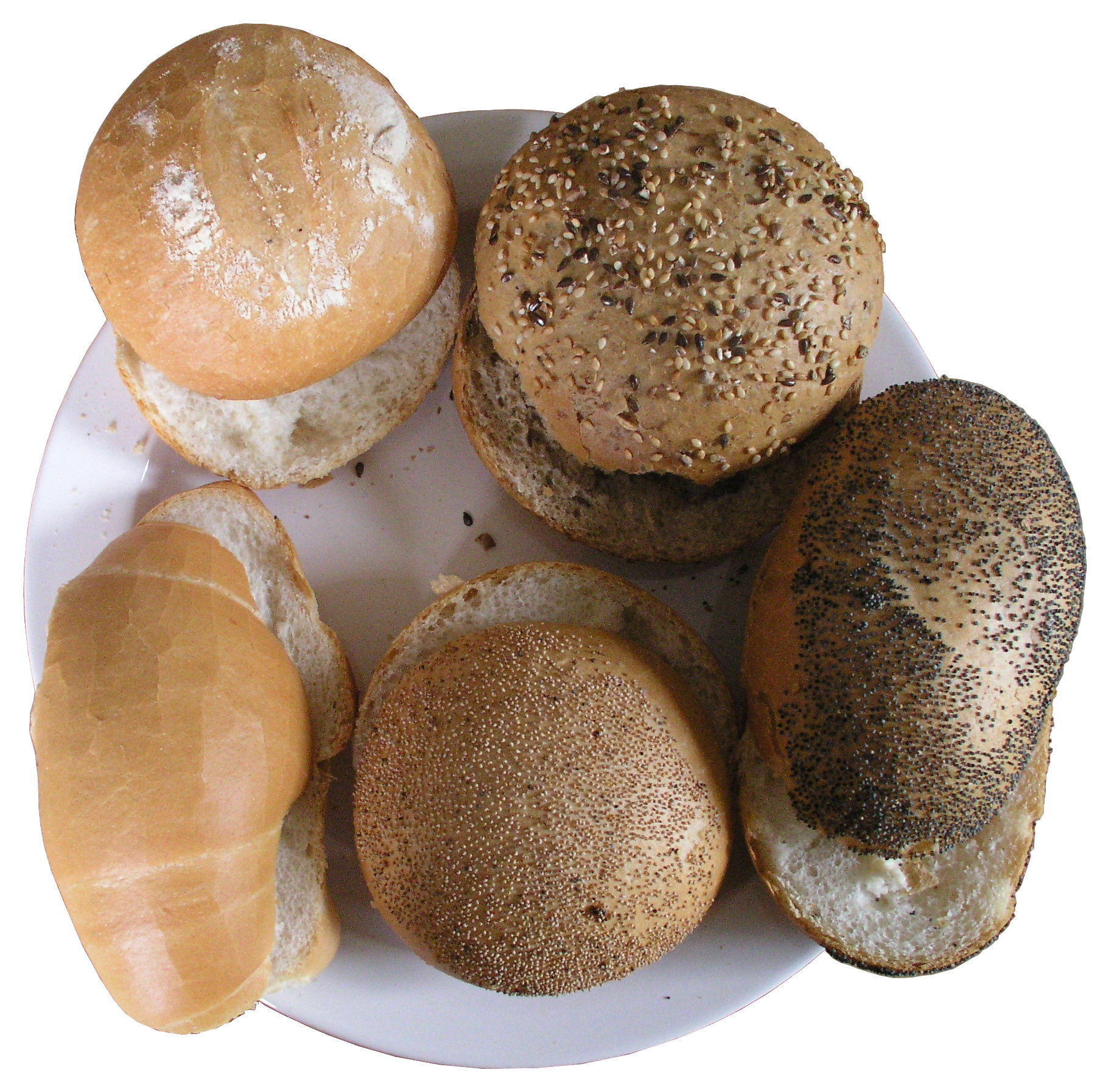
デンマークの朝食のロールパン

デンマークの基本的な朝食は、コーヒーまたは紅茶と、チーズやジャムを添えたライ麦パン (Rugbrød) 、白パン、またはロールパンからなる。コーンフレーク、ミューズリー、オートミールといったシリアルもまた、特に子供に人気である。典型的なデンマークの朝食料理には、発酵乳製品イメール (Ymer) があり、ライ麦パンを砕いて黒砂糖を加えたymerdrys をトッピングする。日曜日など時間に余裕がある場合は、様々なロールパンやwienerbrød（ウィーンのパンwienerbrødの意味）として知られるデニッシュも供される。オレンジジュースが供され、特に誕生日や記念日といったお祝いの日の朝食では、来客にガンメル・ダンスク (Gammel Dansk) のようなビターズも供される。デンマークのホテルでは、通常朝食にゆで卵とコールドカットも供される。
朝食のパンは、多くの場合franskbrød（フランスパン）と呼ばれる白パンのバゲット、あるいは白または黒ロールパン（boller、birkes、rundstykker、håndværkere）、クロワッサンである。

### 昼食（frokost）

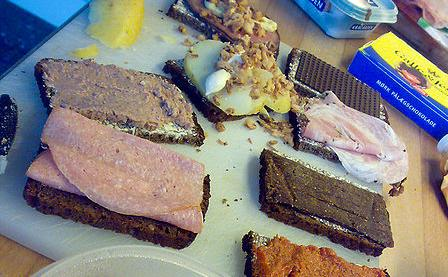
昼の弁当の準備

デンマークでは、昼食は通常数枚の簡素なスモーブロー（smørrebrød、ライ麦パンのオープサンドイッチ）で、具材はコールドカットの薄切り、ソーセージや固ゆで卵などである。豚のレバーと脂身で作るレバーペースト、Leverpostejが、スプレッドに良く使われる。デンマークでは自宅で昼食を食べず、職場や学校で簡単な昼食をとることがほとんどである。カフェテリアを利用したり、より頻繁にはデンマークの弁当に相当するmadpakke を食べる。典型的なmadpakke は数枚のスモーブローである。

### 夕食（aftensmad）
現代の平均的な家庭では、両親が共働きで子供は学校やプレスクールに通う必要があるため、夕食が皆が集まる食事となる。夕食は通常1つのメイン料理からなり、多くの場合ジャガイモと野菜やサラダを添えた肉料理である。家庭では前菜を出すことはほとんどない。デザートがある場合、アイスクリームや果物であることが多い。特別な日や来客時には、より手の込んだ夕食が供される。
紛らわしいことに、夕方の食事をmiddag（真昼）と呼ぶことがある。これは、温かい食事が伝統的に昼間に供されていたためである。数世紀を経て、スーパーマーケットにおける食品在庫の急速な増加や国内の食品産業の発展に伴いこの食事は発展してきた。アメリカの影響によってバーベキュー、サラダビュッフェ、調理済み食品に関心が寄せられている。ピザやパスタなどのイタリア料理もまた、一般的な選択肢となっている。肉が急激に普及し、豚肉が今なお最も多く使われている。肉はフライパンで調理され、グレイビーソースとジャガイモが添えられることが多い。

## オープンサンドイッチ（スモーブロー smørrebrød）

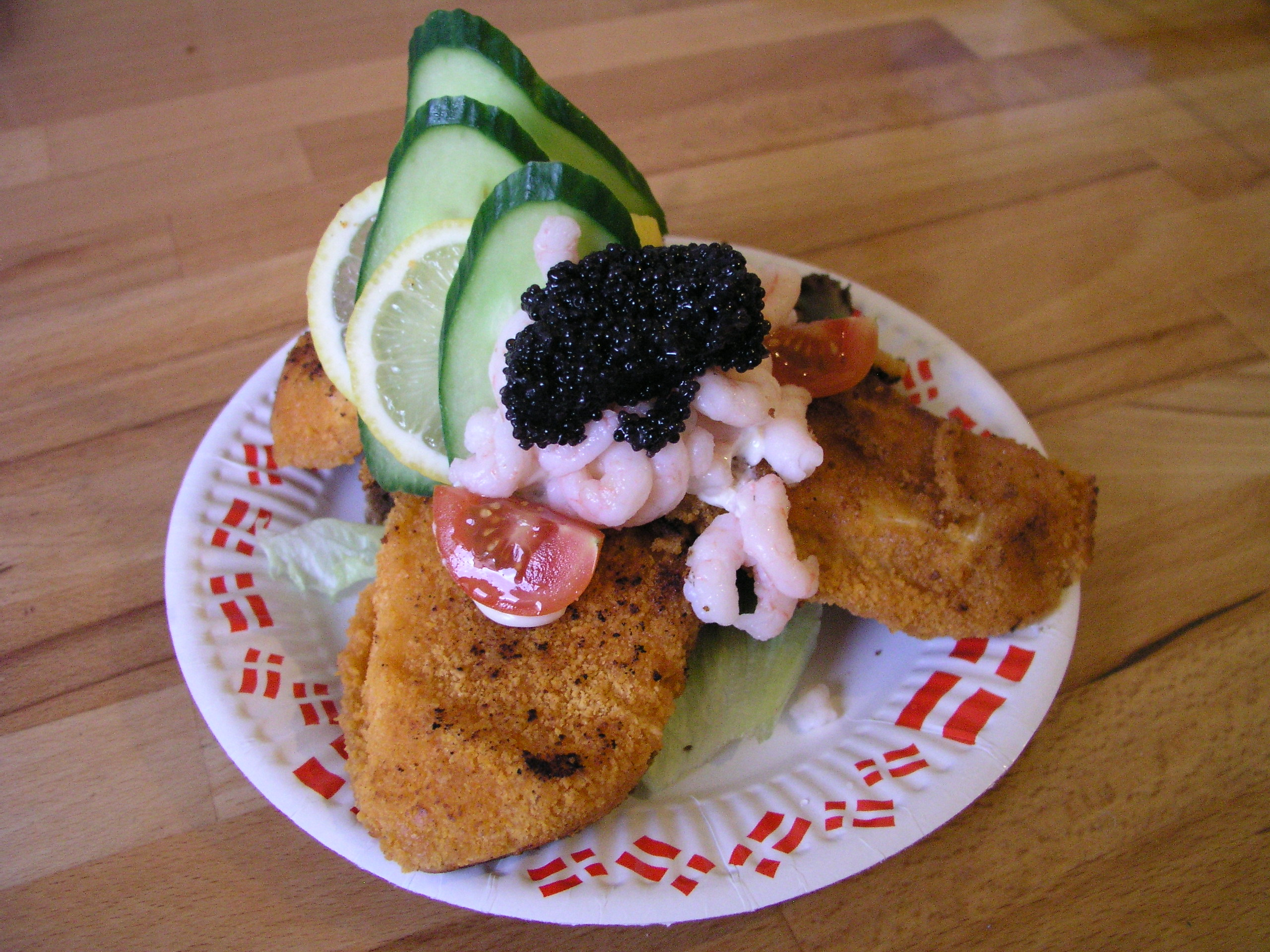
濃い色のライ麦パンにプレイス切り身のフライ、キュウリ、エビ、黒いランプフィッシュキャビアを乗せたデンマークのオープンサンドイッチ（スモーブロー）

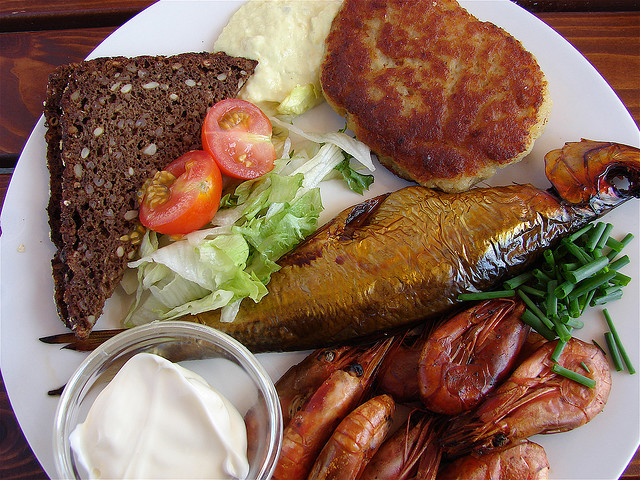
ボーンホルム島でのデンマークの昼食、フィッシュケーキ、燻製サバとエビのライ麦パン添え

スモーブロー（smørrebrød、「バターとパン」を意味するsmør og brød より）は、バターを塗った密度の高い黒パン、ライ麦パン（rugbrød）1枚で作る。pålæg（「乗せる、実際は[パンに]乗せるもの」の意味）と呼ばれる数あるトッピングの中で、出来合いや手作りのコールドカット、肉や魚、チーズ、またはスプレッドが定番である。より手間をかけ、具材を美しく盛りつけたものが、デンマークのオープンサンドイッチ、スモーブローの世界的な評判を得た。バターを塗ったパンの上に1種または2種類のpålægを乗せて、適した付け合わせを飾り付けることで美味しくて見た目も魅力的な一品を作り上げる。

## 冷製料理（koldt bord）

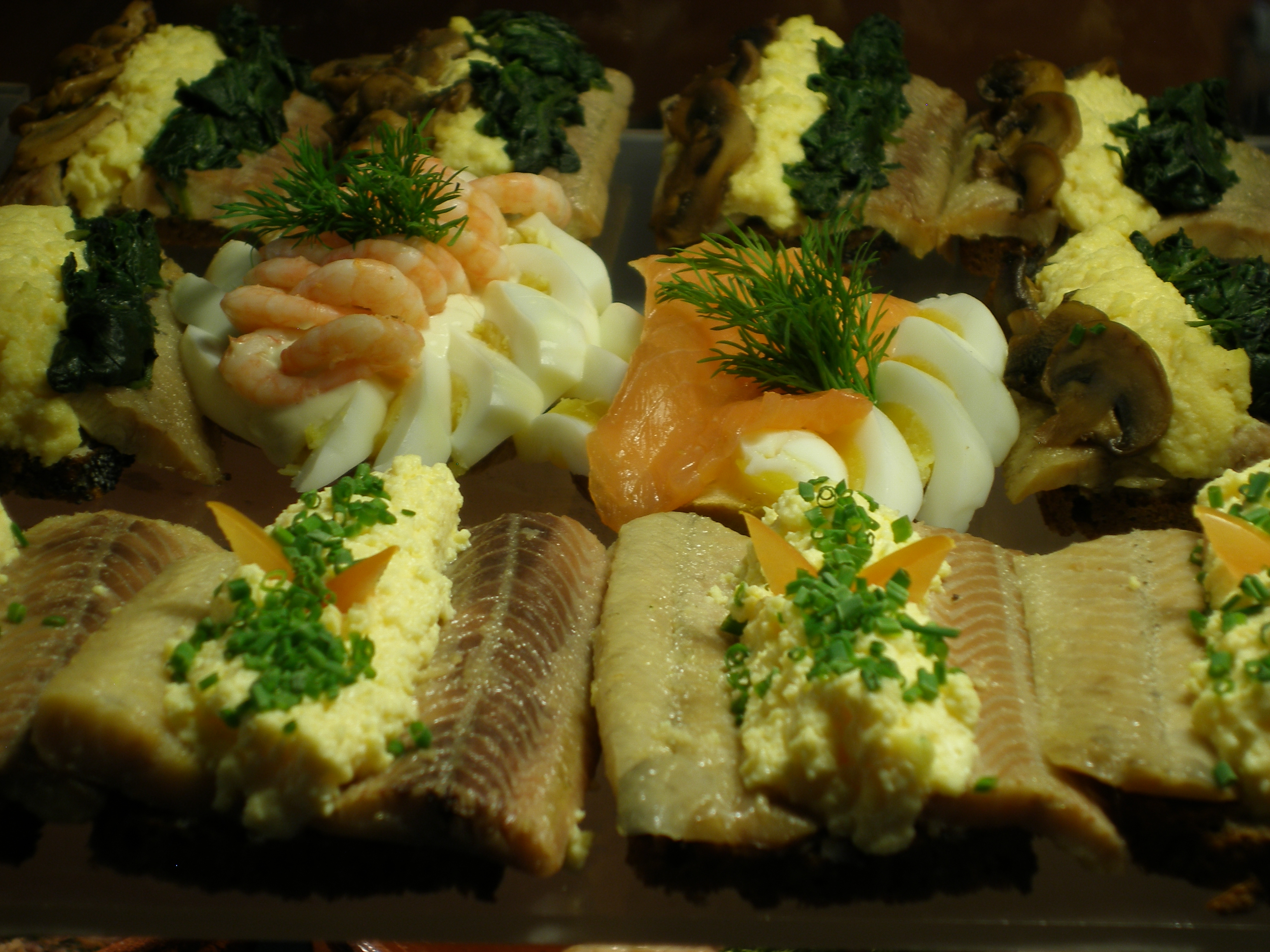
魚介類のビュッフェ

デンマークの冷製ビュッフェ、koldt bord は、,類似するスウェーデンのスモーガスボード (Smörgåsbord) に相当する。これは通常昼食に供される。冷製料理は、多種多様な料理がダイニングテーブルに並べられて大皿から周りに取り分けるビュッフェ形式とすることがある。

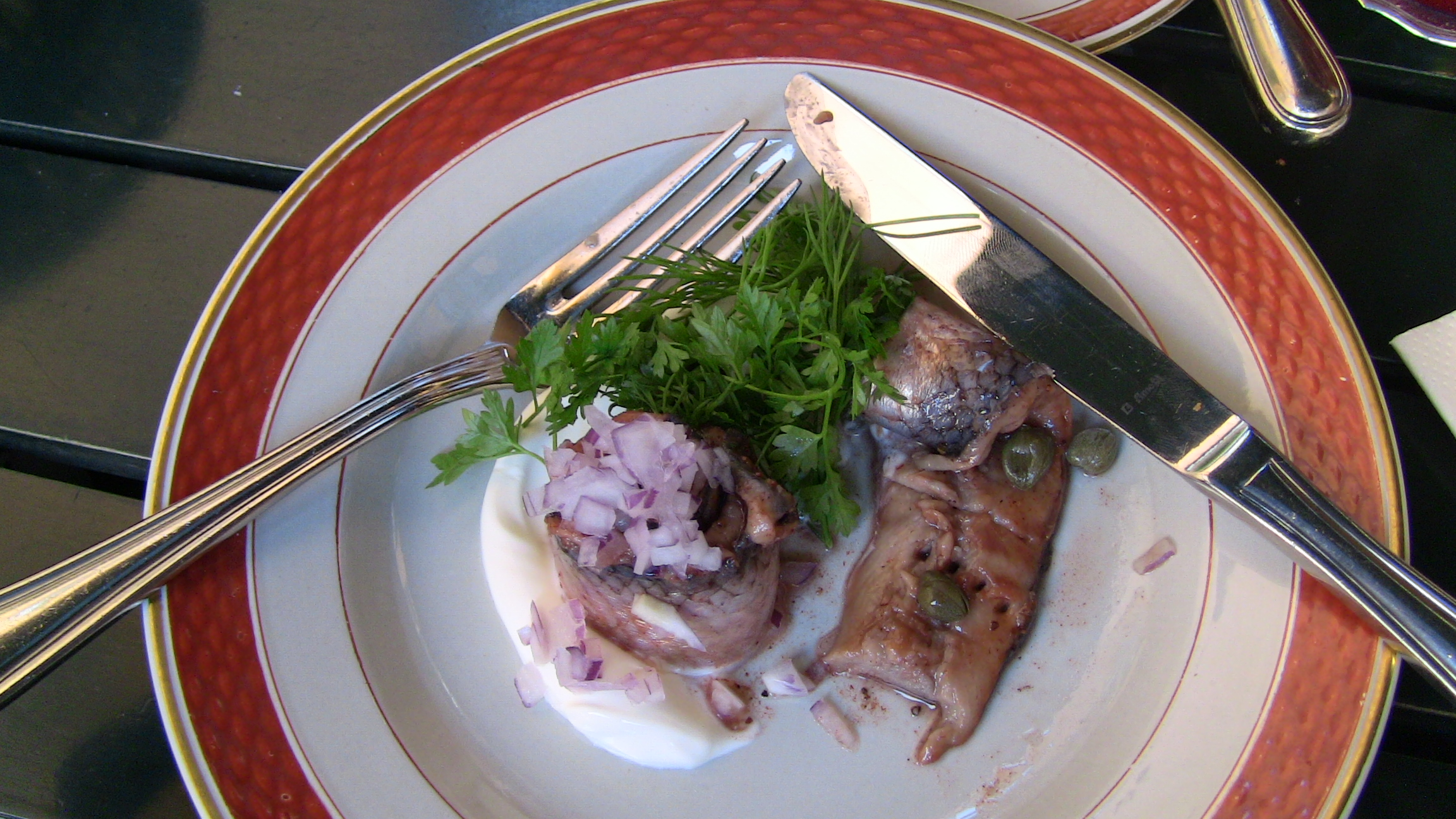
コペンハーゲンのレストランで供されるニシンの冷製料理

この食事は魚料理、通常ニシンの酢漬け（marinerede sild）または他のニシン料理で始まる。ニシンは透明で甘くコショウをきかせた調味酢、または赤いトマト調味酢でマリネする。サワークリームの調味酢やカレー風味もまた非常に人気になっている。ニシンの酢漬けは通常、バターを塗った黒ライ麦パンに乗せ、オニオンリングとカレーサラダ（カレーと刻んだピクルス入りのサワークリームで作るソース）をトッピングして、堅ゆで卵とトマトの薄切りを添えて供される。揚げたニシンをマリネにした、stegte sild i eddike（ニシンフライの酢漬けの意味）もある。特別な祝祭では、調理済みのsilderet（ニシン料理）が、ニシン数切れに他の食材を添えて供される。例えば、ニシン、ジャガイモの薄切り、タマネギ、ケッパーに、ディルのサワークリームやマヨネーズを添えたり、ニシンとリンゴ数切れ、ホースラディッシュにカレー風味サワークリームやマヨネーズをトッピングしたりする。他には次のような魚料理がある。
- Rejer（小エビ）：通常白パンに乗せてマヨネーズとレモンを添えて供される。
- Røget ål（ウナギの燻製）。スクランブルエッグを添える。
- グラブラックス（Gravad laks 、サーモン塩漬け）：ディルとマスタード・ソースを添える。
- Rødspættefilet（プレイスの切り身のフライ）：温製でレモンとレムラード・ソースを添える。
- Røget laks（スモークサーモン）
- Røget hellefisk （オヒョウの燻製）

冷製料理にはまた多様な肉料理もあり、その名に関わらず、ほとんどの場合温製で供される料理も含まれる。一般的な肉料理は次の通り。
- フリカデラ（Frikadeller 、ミートボール）：温製の場合もある。
- Leverpostej（レバーペースト）：温製の場合もあり、ビーツの酢漬け、キノコやフライドベーコンを添える。
- Mørbradbøf（豚ヒレ肉）：温製の場合もあり、フライドオニオンを添える。
- Flæskesteg（皮付きローストポーク）：通常赤キャベツを添える。
- Medisterpølse（粗挽きの豚肉とベーコンのソーセージ）
- Pariserbøf （牛挽き肉ステーキ）：通常温製でトーストに乗せ、ピクルスを添える。

ハムなどのコールドカット、ローストビーフ、サラミ、牛ブリスケ、ルーラード（牛肉ロール)もあり、ビュッフェには通常、ポテトサラダ、スクランブルエッグや数種のサラダのような付け合わせも含まれる。フルーツサラダやフルーツパイのようなデザートや様々なチーズもまた含まれる。

## 夕食のコース
デンマークの日々の夕食はメイン料理1つと、場合によりデザート付きである。週末や特別な場合には、より手間をかけた食事が供される。正式なレストランでは通常3コースからなる夕食を供する。デンマークにはこれまで幅広い海外の料理が広まっているが、伝統料理が今なお人気がある。一般的なコースの選択は次の通りである。

### 前菜（forret）
様々な前菜が普及しているが、通常最初のコースは魚料理である。一般的な伝統的前菜は次の通り。
- 小エビのカクテル (Prawn cocktail)
- 魚介類のパテ、テリーヌ：パンと共に供される。

### スープ（supper）
スープ単体の料理の場合もあるが、それ以外はパンと共に供される。メイン料理の前に供することもある。デンマーク以外で一般的なスープに加えて、次のスープがある。
- Gule ærter（乾燥豆のスープ、Pea soup）：塩漬け豚肉、ニンジンと他の野菜の具入りで単体の料理として供される。
- Hønsekødssuppe（鶏肉のスープ）：melboller（小さな小麦粉のダンプリング）、ミートボールと角切り野菜の具入りで供される。

### メイン料理（hovedretter）

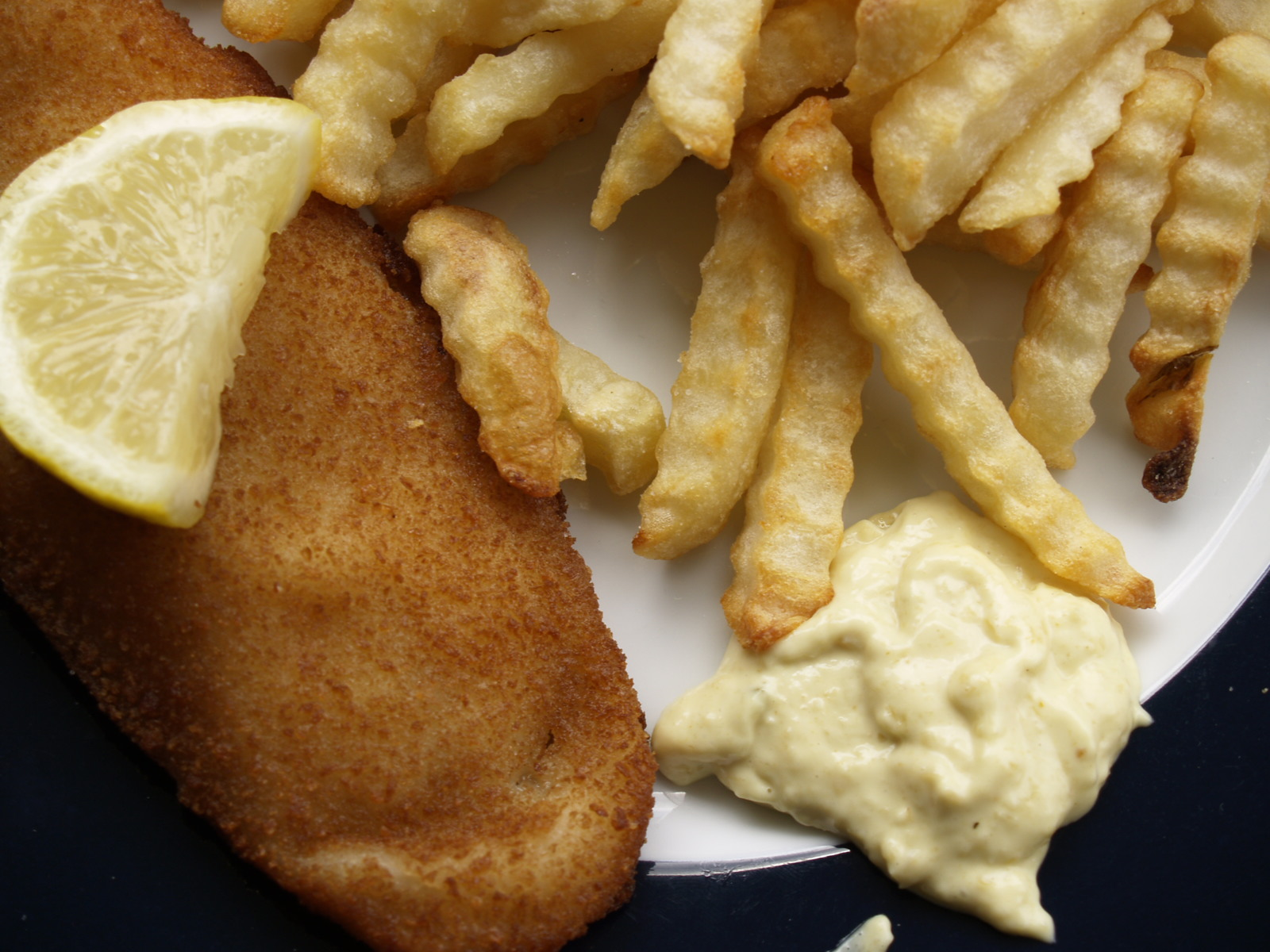
プレイスのフライのフライドポテトとレムラードソース添え

伝統的デンマーク料理のいずれも、魚介類と肉が重要な食材である。
デンマークは数多くの島と7000キロメートルにおよぶ海岸線からなり海に囲まれているため、漁業の長い伝統がある。魚の消費はデンマークの伝統食文化の特色である。
最も一般的な魚介類料理は次の通り。
- タラ（torsk）：広く食材（焼き料理、蒸し料理、揚げ物）として一般的な白身魚である。干物（klipfisk）にもする。近年価格が上昇していることにより、かつてのお気に入りの魚という位置づけになっている。コダラやクロジマナガダラといった白身魚が替わって人気である。
- ヨーロッパアカザエビ（jomfruhummer）
- ウナギ（ål)）：燻製またはフライにする。ウナギの燻製が非常に人気な家庭もある。
- ニシン（sild）：デンマークのニシン料理で全節を執筆できるほどである。多くの料理では酢漬けにして冷製で供するが、燻製ニシン、ニシンの揚げ物、ニシンのフライ、焼きニシンもまた人気である。
- プレイス（rødspætte）：切り身のフライやバターソテー、または広く白身魚食材（焼き料理、蒸し料理、揚げ物）として一般的である。
- サーモン（laks）：冷燻（スモークサーモン）または塩漬け（グラブラックス）にする。近年は調理済みサーモンが一般的となり、現在かなり普及している。
- 小エビ（rejer）：北大西洋産の小エビが最も一般的である。フィヨルドの小エビは珍味である。非常に小さく、風味豊かで爪先ほどの大きさである。
- 魚卵（ogn）：タラ、ランプフィッシュ、サーモンの魚卵。

ボーンホルム島、アイスランド、グリーンランド産の魚もまた、デンマーク料理に特別な位置を占める。バルト海でシェラン島の東、スウェーデンの南に位置するデンマーク領のボーンホルム島は、魚の燻製で有名である。アイスランドとグリーンランドはデンマークと長く歴史を共有しており、これら北大西洋の国が産地であることは品質の証である。
食肉では、デンマークは主に豚肉を食べる。塩蔵または燻製の豚肉、ハム、豚肉のロースト、豚ヒレ肉、ポークカツレツ、ポークチョップはすべて人気である。挽き肉が必要な伝統料理のレシピの多くでは豚挽き肉が使われる。デンマーク産ベーコンは通常高品質（デンマークから輸出するデンマーク産ベーコンは別格の品質）であり、バラ肉と肩ロース肉（バック）の両方がある。現在でも最も人気はあるが、近年はシチメンチョウ、牛肉や仔牛肉に豚肉の人気が奪われている。
近年のデンマーク料理では牛肉が非常に人気である。デンマークの牛は主に乳製品用に飼育され、デンマークは数世紀にわたる乳製品の伝統を有している。そのため、食肉用の牛の畜産は稀であり、高価だった。乳牛は、特に乳牛として数年飼育した後は、良い肉牛にはならない。このため牛肉は通常挽き肉にしてパティとして調理されたり、ローストして煮たりスープとして調理していた。それにも関わらず、現在はステーキが人気である。特にイチボ（尻肉）のステーキは客にふるまう伝統的料理である。
鶏肉もまた人気である。伝統的な調理法でも供されるが、冷凍鶏肉のトレイをオーブンに入れて作るlørdagskylling（「土曜日の鶏肉」の意味）は家族向けの手軽で安い調理法である。

### 伝統的メイン料理

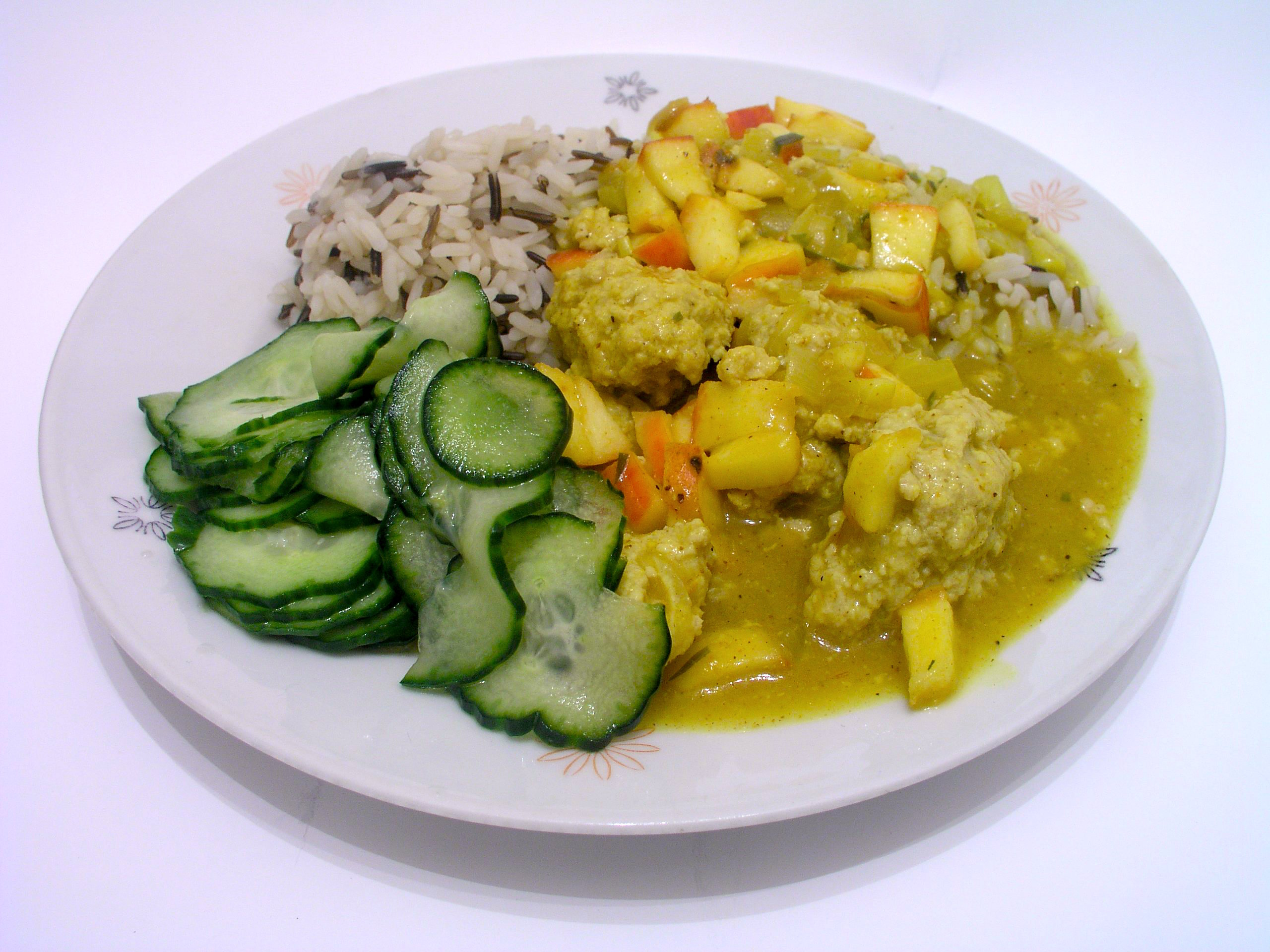
リンゴとセロリ入りミートボール入りカレーのライスとキュウリサラダ添え

- Boller i karry：ライスとキュウリサラダを添えて供されるミートボール入りカレー。
- Gammeldags kylling：古典的な鶏肉の鍋料理で、キュウリサラダ、ルバーブのコンポート、ジャガイモとブラウンソースを添えて供される。
- フリカデラ（Frikadeller）：豚肉と仔牛肉に香辛料を加えて作るミートボール。
- Hakkebøf（ハンバーグ）：柔らかいカラメルオニオンとブラウンソースを添えた挽き肉ステーキ。
- Æbleflæsk（リンゴ豚肉の意味）：豚肉薄切りソテーして、リンゴのコンポート、タマネギ、ベーコンを添える。
- Stegt flæsk med persillesovs：豚肉薄切り揚げのジャガイモ添えのパセリソース。
- Medisterpølse：香辛料の効いた豚挽き肉の太いソーセージ。
- Æggekage（卵ケーキの意味）：オムレツに似た料理。
- Culottesteg：牛ヒレのドライハーブステーキ、ジャガイモとグリンサラダを添えて供される。
- Stegt and：ローストダック、ローストグース（ガチョウの丸焼き）と同様に調理し、焼きリンゴ、プルーン、タイムを詰める。
- Stegt gås：ローストグース。伝統的なデンマークのクリスマス料理であり、Morten's aften（聖マルティヌスの日、11月1日）に供される。
- Flæskesteg：皮（クラックリング）付きローストポークで、クリスマスに供されることが多い。
- Rødkål：鴨脂、砂糖、酢、リンゴ、タマネギ、白ワイン、クローブ、ローリエ、シナモン、カルダモンやオールスパイスなどの香辛料で調理した赤キャベツ。クリスマスに供される。
- Brunede kartofler：砂糖とバターを使ったカラメルポテト。クリスマスに供される。
- Øllebrød（ビールパン）：ライ麦パン、砂糖とビールで作るプディング（ポリッジ）。
- Millionbøf（「百万ステーキ」の意味）：パスタやマッシュポテトの上に　細切れ牛肉（百万の小さなステーキ）入りグレイビーソースをかけた料理。
- Brændende kærlighed（「燃える愛」の意味）：バターと牛乳またはクリームを加えて作るマッシュポテト。中央の窪みにフライドベーコンこま切れとタマネギを詰める。
- Risengrød（牛乳粥）：クリスマスと特別な関係がある料理であり、伝統的にニッセ（Risengrød、妖精のこびと）の好物である。通常バター、シナモンシュガー、Nisseøl（エルフビール）を添えて供される。デンマークのクリスマス・デザート、Risalamande の材料でもある。

### デザート（desserter）
- ストロベリーパイ：夏に非常に人気である。
- アップルパイ：オーブンで焼く。

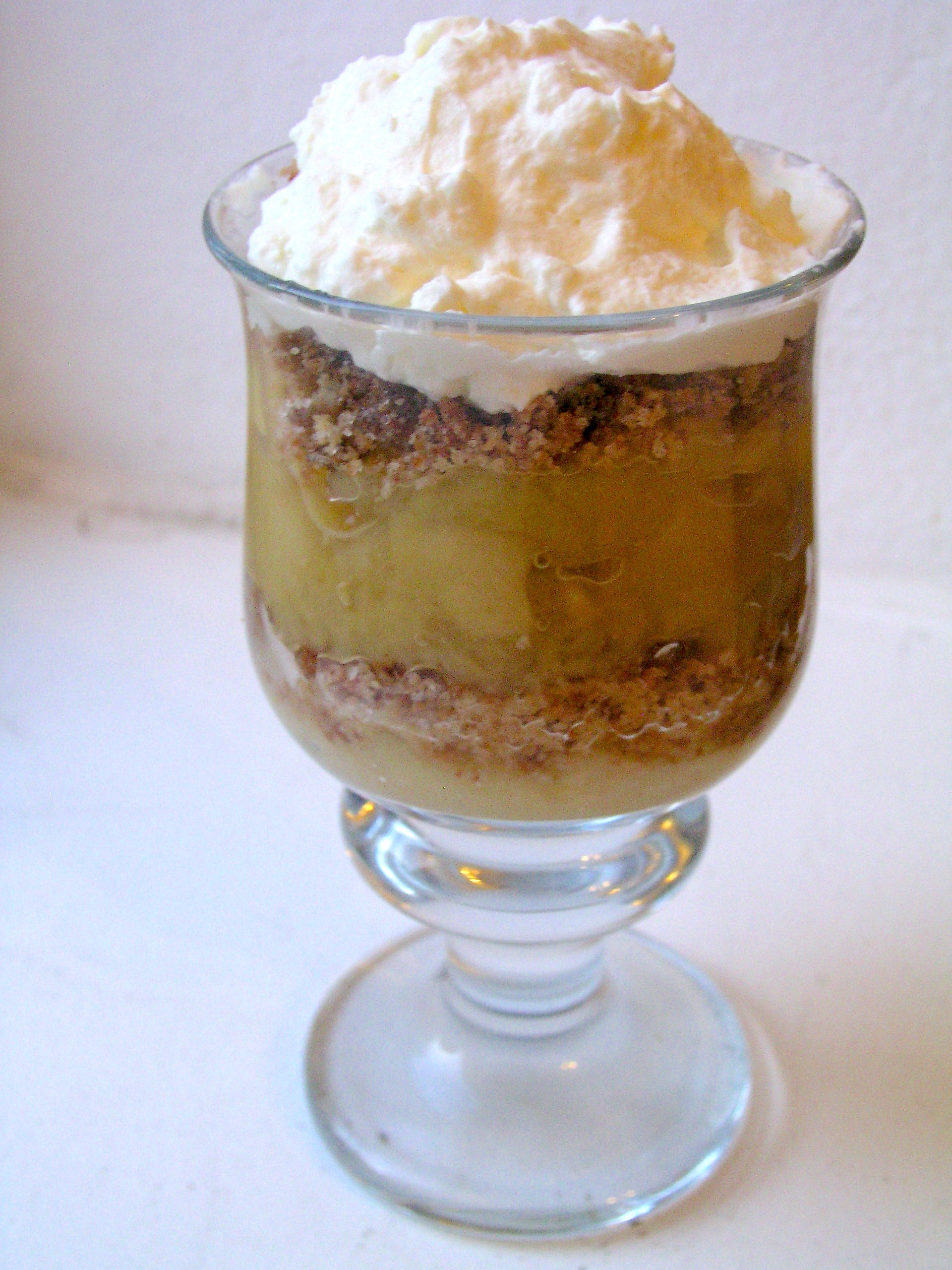
デンマークの冷たいリンゴのシャルロット

- Æblekage（リンゴのシャルロット）：煮込んだリンゴにパン粉と砕いたアーモンド風味メレンゲまたはホイップクリームを乗せた冷たいデザート。
- フルーツサラダ：バニラクリームまたはホイップクリームと刻んだチョコレートをトッピングする。
- Rødgrød med fløde：煮詰めた赤い果物（通常はイチゴかルバーブ）、ローテ・グリュッツェ。クリームを添えるか、アイスクリームのトッピングに用いる。
- Pandekager：クレープに似た薄いパンケーキで、粉砂糖をふりかけ、イチゴジャムまたはバニラアイスクリームを添え、巻いて作る。
- Koldskål：甘く冷たいバターミルクで、バニラとレモンを添えた夏のデザート。
- イチゴのクリーム添え：夏のデザート。
- エイブルスキーバー（Æbleskiver、「リンゴの薄切り」の意味）：球状のアメリカのパンケーキに似ているが同じではない。デンマークではクリスマスの伝統として12月に食べる。
- Risalamande（または ris à l'amande）：牛乳粥にホイップクリーム、バニラ風味と砕いたアーモンドを添える。クリスマス・イヴに食べる冷たいデザートで、温かいチェリーソースを添えて供される。

## クリスマスの祝祭

### クリスマスの昼食（julefrokost）

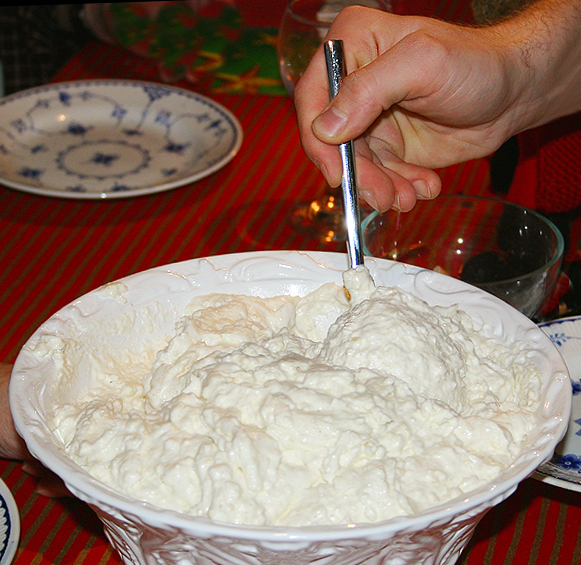
クリスマス向けのバニラ味のライスプディング、Ris á l'amande

クリスマスランチの特別版冷製料理（koldt bord）である祝祭日のスモーガスボードが、ホリデーシーズン中、供される。伝統的なjulefrokost はクリスマスまたは直後の家庭行事である。しかしながら、12月中はあらゆる団体（職場、会員、組織）では金曜日または土曜日に年に1度の独自のjulefrokost を行う。「ランチ」には音楽やダンスも含まれることが多く、通常は多くの酒を飲んで早朝まで続く。julefrokost 期間にはデンマーク中の鉄道とバスは夜通し運行し、警察は飲酒運転の特別取り締まりを行う。
クリスマスのランチではクリスマスの牛乳粥、Risalamande が人気であり、伝統的に冷たいまたは温かいチェリーソースを添えて供される（冷たい牛乳粥にバニラ風味と砕いたアーモンドを加えて作る）。デンマークでは、粥の器にアーモンドを1個入れる伝統があり、それを見つけた者はプレゼントを貰える。
julefrokost だけでなく祝祭全体に祝祭の食事で非常に特別なものに、selskabssang（パーティの歌）である。これらの歌はデンマーク人にとって非常に特別である。伝統的なメロディに、状況に合わせた特別な歌詞を乗せて歌う。

### クリスマスの夕食の家庭料理

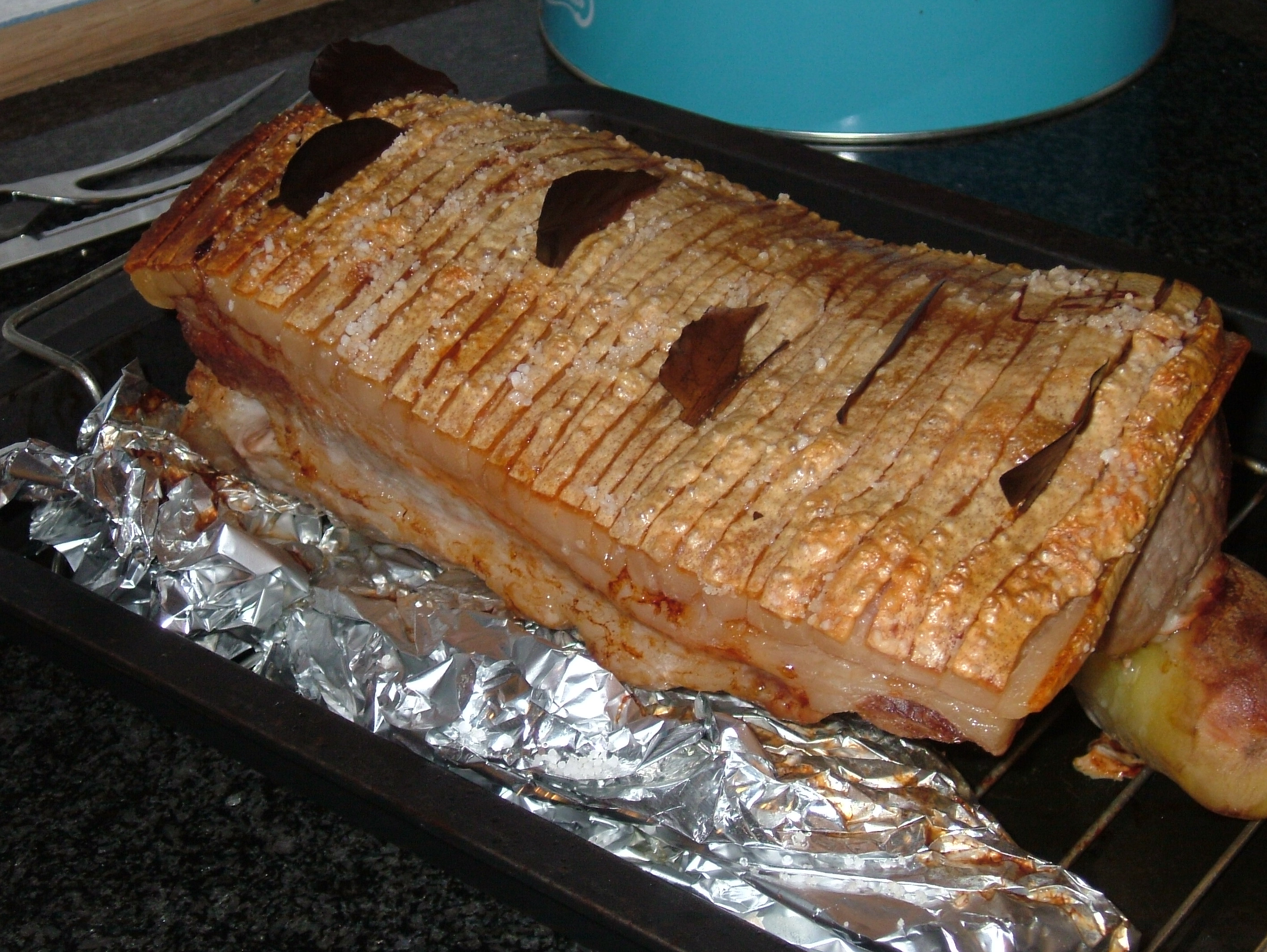
皮付きローストポーク

デンマークでは、クリスマス（またはJul）の夕食は12月24日（クリスマス・イヴ）の夜に、メイン料理（通常は豚肉、ガチョウ肉またはアヒル肉）にRisalamandeがデザートという形式で供される。1901年の「イェンセンさんの料理本（Frøken Jensens Kogebog）」（後述）の伝統レシピが今なお今日のクリスマス料理の基本である。
ローストポーク、Flæskesteg は胸または首から切り、小さく切った肉を皮付きでオーブンで焼くことで、よりカリカリな仕上がりにする。茹でたジャガイモと、フライパンで溶かした砂糖をバターで特別に調理したカラメルポテト（brunede kartofler）の両方を添える。瓶または缶入りを買える赤キャベツもまた、常に添える。
ガチョウ肉およびアヒル肉は、切ったリンゴとプルーンの詰め物をして、熱いオーブンでローストする。心臓、首、レバーを茹でたブイヨンに、鳥の脂、小麦粉、サワークリームでとろみをつけたブラウンソースを添えて供される。グレイビーソースを加える場合もある。豚肉と同様に、鶏肉もまた2種類のジャガイモと赤キャベツを添えて供される。

## 外食

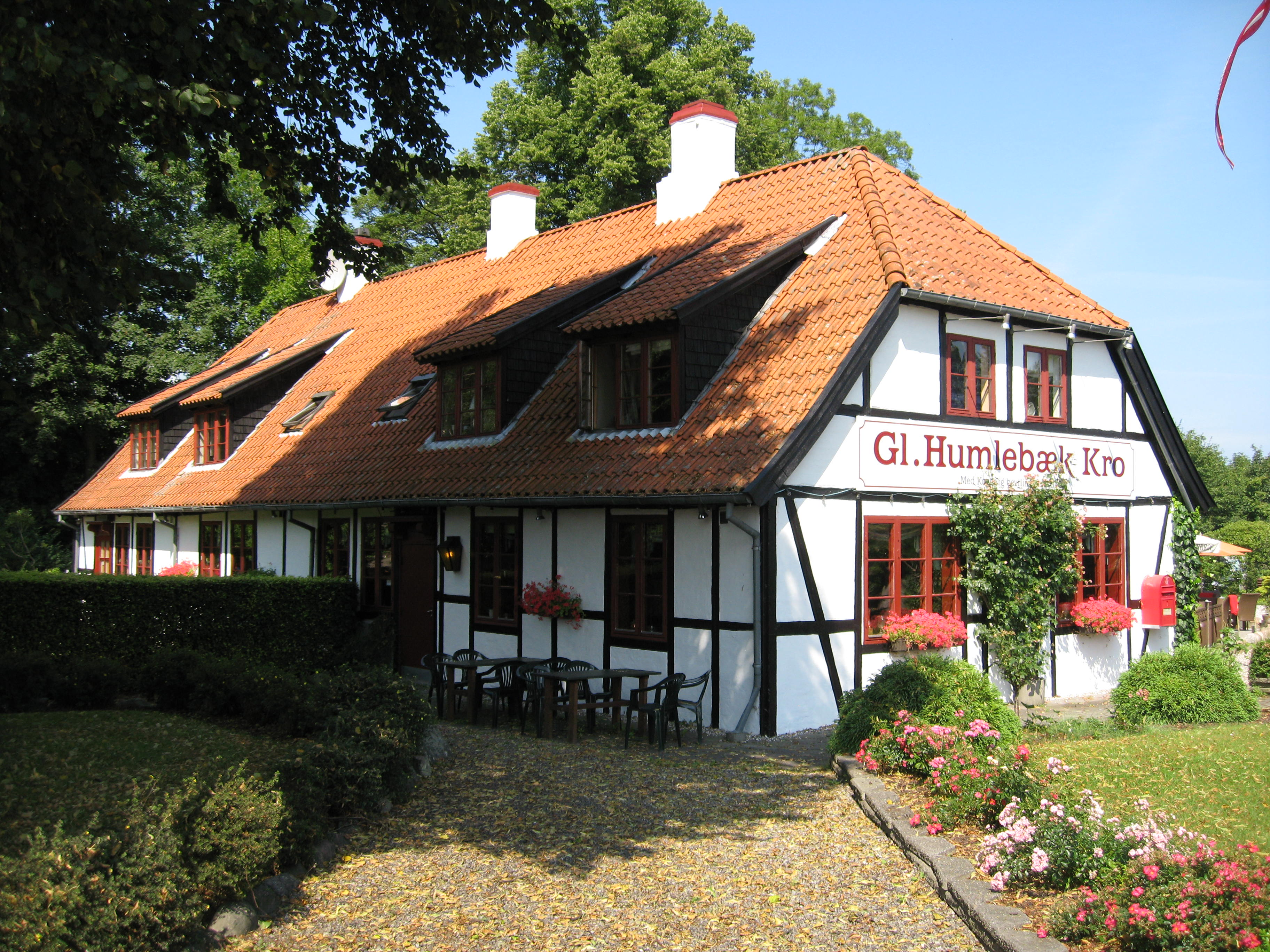
多くの古い旅館では伝統料理を供する

レストランでの外食は、ヨーロッパの平均よりも平均費用が高価であり、贅沢のひとつである。新北欧料理の傾向により、デンマークのレストランは、今や国際的美食地図の常連となった。
大都市および商業地域には、マクドナルドやバーガーキングのようなファストフードレストランを含め、値ごろな飲食店が数多くある。最も一般的なファストフードレストランは『バーガーバー』または『グリルバー』で、一般的にハンバーガー、ピザ、ホットドッグや様々な種類のファストフードの食事を主に提供する。これらは、デンマークの大小あらゆる都市に存在する。他の普及しているファストフードにはトルコおよび中東の名物、ファラフェル、ケバブ、回転焙り焼きした肉（多くの場合シャワルマ (Shawarma) ）などがあり、サラダと共にピタで挟んだりデュラム粉のフラットブレッドで包んだりして供される。

### レストラン
デンマークには、大都市のみならず地方にも多くの優れたレストランがある。kro （宿屋に近いが、高級）では宿泊と共に食事も提供する。特に王室勅令の宿には長く興味深い歴史がある。デンマーク料理は時代を追って進化している。より健康志向になり、伝統的なフランスやイタリア料理のみならず様々な他の海外美食から刺激を受けている。レストランは、ヨーロッパ大陸料理と地元の旬の食材を使うことへの関心の高まりの傾向に次第に適応している。

### ホットドッグ屋台（pølsevogn）

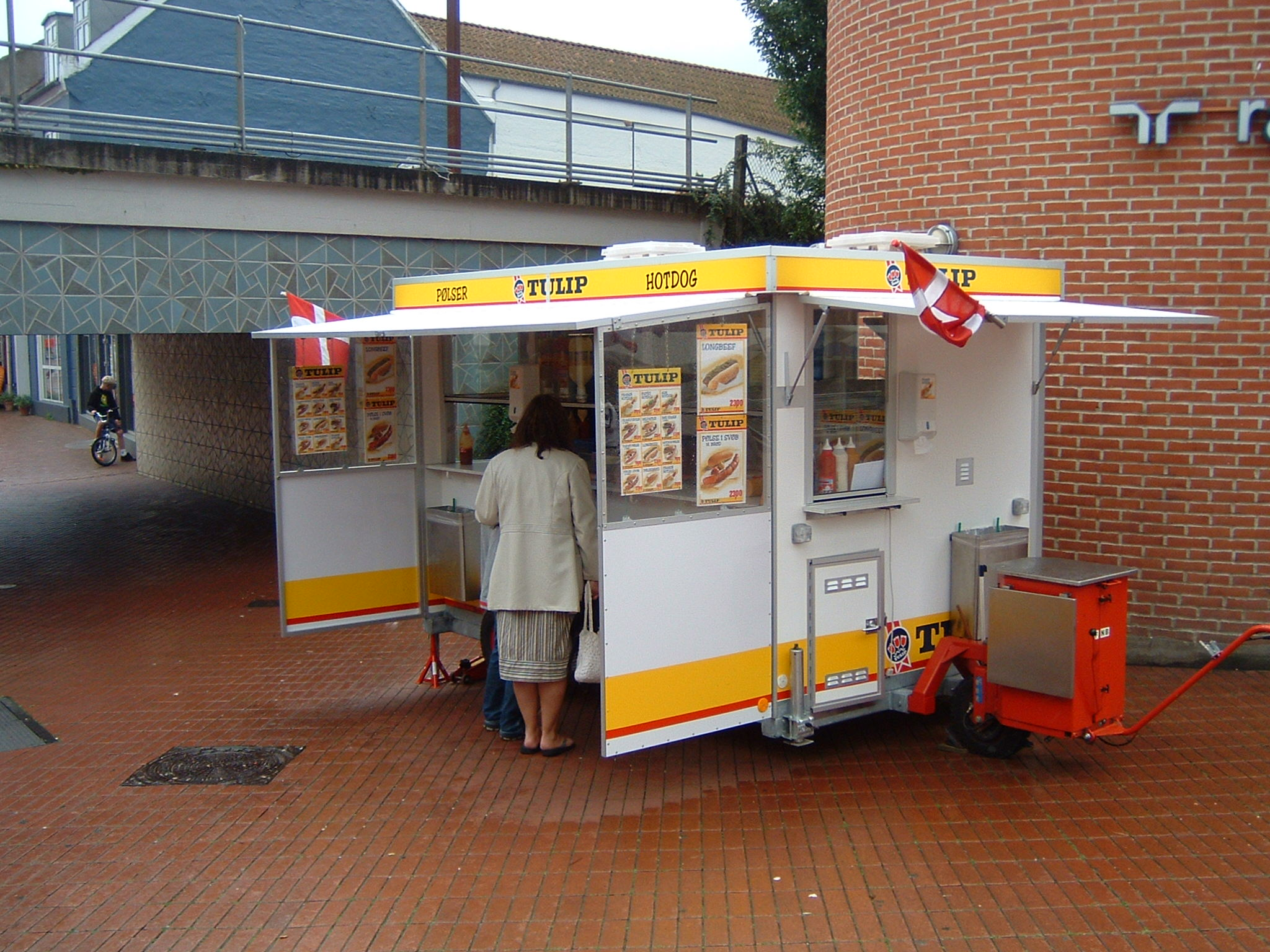
コリング（ユトランド半島）市内中心部のpølsevogn

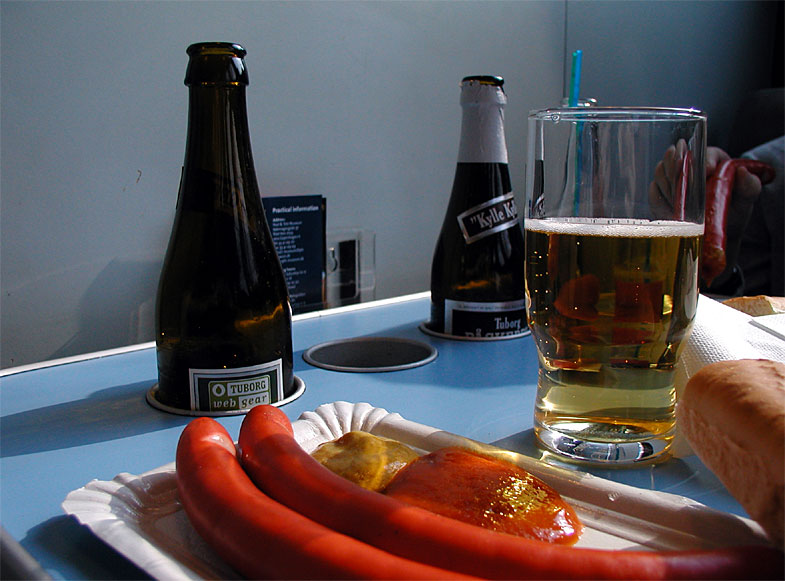
赤ソーセージ（røde pølser）

もう1つの一般的な軽食には、デンマーク「オリジナル」のファストフード販売、プルセヴォーン/プルセボーン (Pølsevogn) がある。そこでは、デンマーク名物ソーセージ、Rød pølseなど、様々な種類のソーセージを食べることが出来る。ホットドッグに似たソーセージのRød pølseは細長く（約20センチメートルで人差し指ほどの太さ）で明るい赤色である。伝統的にパン（コッペパンに似ているが、ホットドッグのように切って挟まない）の具材として小さな四角い紙皿に、ケチャップ、アメリカのレリッシュ (Relish) と多少類似したレムラード・ソース、マスタードを添えて供される。ソーセージは手掴かみでソースを付けて食べる。パンにもソースを付けて、交互に食べる。
ソーセージがコッペパンに挟んで供されると、「ホットドッグ」になる。この場合、通常ラムネード・ソース、ケチャップ、マスタード、タマネギ（生またはローストしたristede で）と薄切りピクルスを上に添えて供される。タマネギのristede は、揚げたオニオンリングの食感と似ている。他の種類に、ソーセージが長いロールパンの中に入っているフランス風ホットドッグ（Fransk hotdog）がある。ロールパンには穴があり、好きな添え物（ケチャップ、マスタード、他の種類のドレッシング）で味付けしたソーセージを入れる。最も簡易なソーセージ屋台は運搬できる非常に一時的な作りであるが、ほとんどはより恒常的なものである。一般的には、通り側に開く窓とカウンターが付いた金属製のワゴンで、そこでソーセージを立ち食いすることができる。より高度なワゴンは作り付けで数個の椅子が外側と内側に組み込まれている。コンビニエンスストア、ガソリンスタンド、ケバブやピザ販売との競合に伴いソーセージワゴンの数は年々減少している。

### カフェ（Cafés）
もうひとつの値ごろな食事場所はカフェである。特に大都市において豊富であり、通常コーヒー、お茶、ビールや他の飲み物に加えてスープ、サンドイッチ、サラダ、ケーキ、ペイストリーを提供する。首都コペンハーゲンでは国際的カフェチェーン店が支配的になっており、国際空港には現在スターバックスが2店舗あり、コペンハーゲン国際空港およびコペンハーゲン中央駅にイギリスのカフェ・リタッツァ (Caffè Ritazza) が数店舗、Magasin Du Nord デパートのMagasin Torv がある。デンマークのコーヒー店バレッソコーヒー（Baresso Coffee）はスターバックスと同様に主にコーヒーとお茶などを提供し、コペンハーゲン、オーデンセ、スヴェンボー (Svendborg) 、オーフス、オールボー、ヘレルプ (Hellerup) 、ラナース、フェロー諸島、およびコペンハーゲン国際空港、クラウンシーウェイズ (MS Crown Seaways) に出店している。

## 他の人気の食品

### ジャガイモ

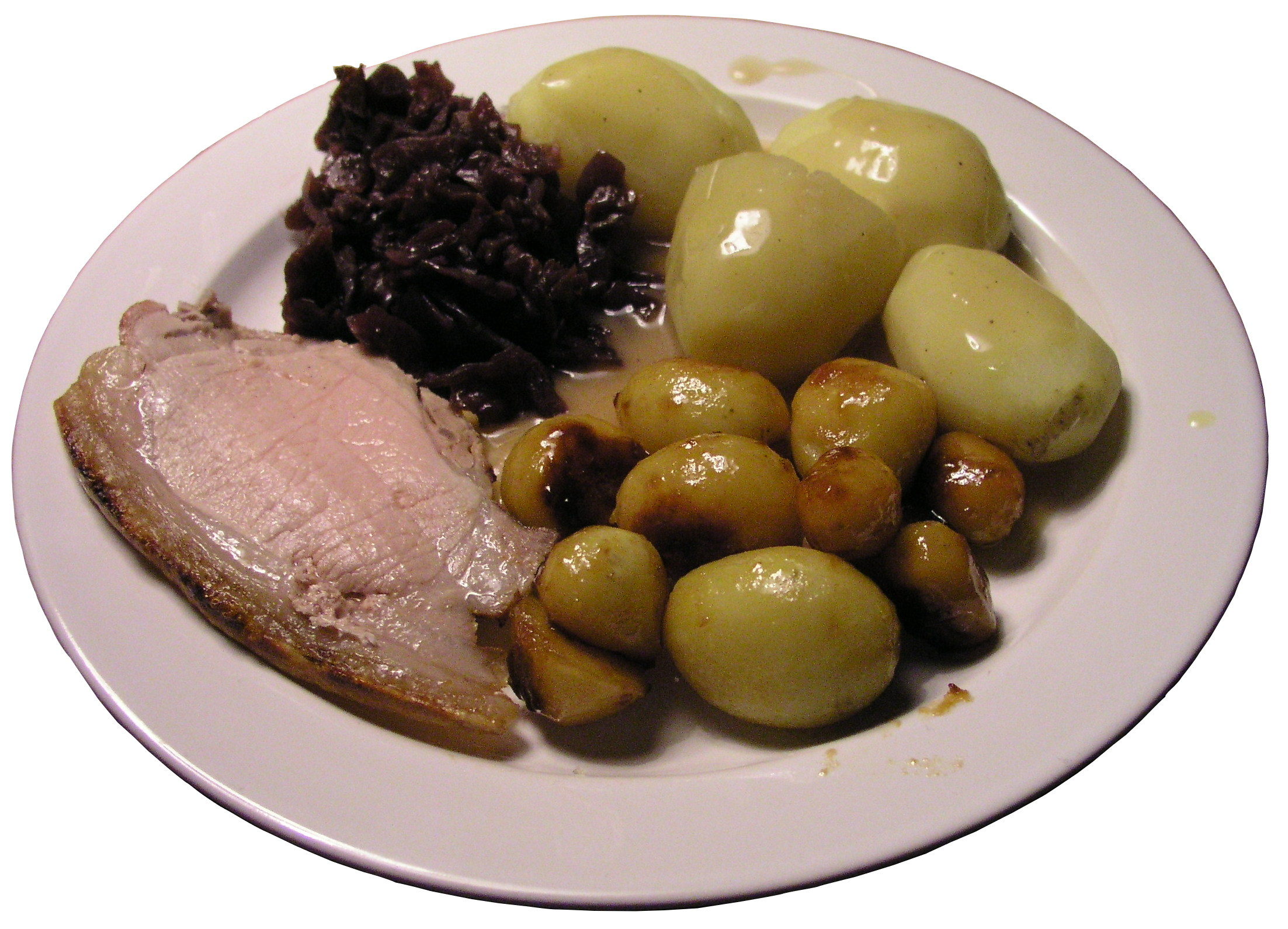
ローストポークの茹でたジャガイモのキャラメリゼ（brunede kartofler）添え

デンマーク料理にジャガイモのレシピはつきものである。ジャガイモは、1720年のフレゼリシアへのユグノーのフランスからの移民により、最初にもたらされた。ジャガイモは温かい料理に欠かせない付け合わせと考えられている。
サムセー島産などの、新ジャガイモが特に珍重される。
人気料理：
- ポテトグラタン
- 焼きポテトのクレームフレーシュ添え
- 新ジャガイモのハーブ茹で
- くさび形のポテトフライまたは焼きポテトに、ビートルートとニンジンのニンニク、ハーブ入りオリーブオイルのマリネを添えた料理。
- 新鮮なディルまたはチャイブ入りバターをたっぷりぬった茹でジャガイモ
- ジャガイモのキャラメリゼ（brunede kartofler）、通常クリスマスの食事、ローストグース、ダック、ポークに添える。
- バターを塗ったライ麦パンに冷ましたジャガイモ薄切りを並べてマヨネーズとチャイブをかける
- マッシュポテトのミートシチューかけ
- フライドポテト（Pommes frites）
- ポテトサラダ（kartoffelsalat)）

### 野菜とサラダ

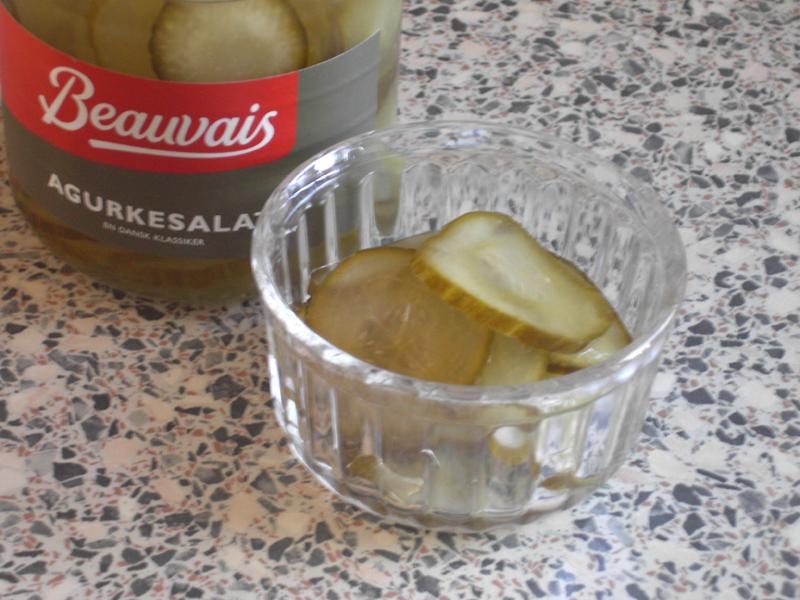
キュウリのピクルスのサラダ、Agurkesalat

ジャガイモが伝統的デンマーク料理の中心的な野菜であるが、デンマーク料理で用いる野菜はそればかりではない。他の野菜は、重要な役割を果たすために長時間冷温で保存したり、漬け物やマリネにして貯蔵したりする必要があった。カリフラワー、ニンジン、様々な種類のキャベツは、特に冷蔵技術が普及する前は、特に旬の時期の日々の食事の一部であった。
- 豆（bønner）
- エンドウ（ærter）：特に漬け物が人気。
- メキャベツ（rosenkål）
- キャベツ（kål）
- ニンジン（gulerødder）
- ケール（grønlangkål）、ホウレンソウ、白キャベツのクリーム煮
- カリフラワー（blomkål）
- キュウリ浅漬けサラダ（agurkesalat）
- イタリアンサラダ（italiensk salat）：様々な野菜をマヨネーズ、ドレッシングで和え、ハム等の冷製肉に乗せて供する。赤、白、緑のイタリア国旗の色から名付けられた。サラダの色はニンジン、マヨネーズとアスパラガス、グリーンピースの色に由来する。
- タマネギ（løg）
- テーブルビート（rødbeder）
- ルバーブ（rabarber）:コンポートやジャムにする。
- ピクルス：様々な野菜のピクルスに黄色いゼラチン状ソースをかけて、コンビーフに添えて供する。
- ロシアンサラダ（russisk salat）:テーブルビートのサラダ（ロシア風サラダとして知られるオリヴィエ・サラダと異なる）。
- 赤キャベツ（rødkål）の甘酢和え：赤キャベツをソテーして、アカスグリ果汁、リンゴ、酢で煮る。必ず砂糖を加え、更にシナモンを加えることもある。

### ソースと調味料

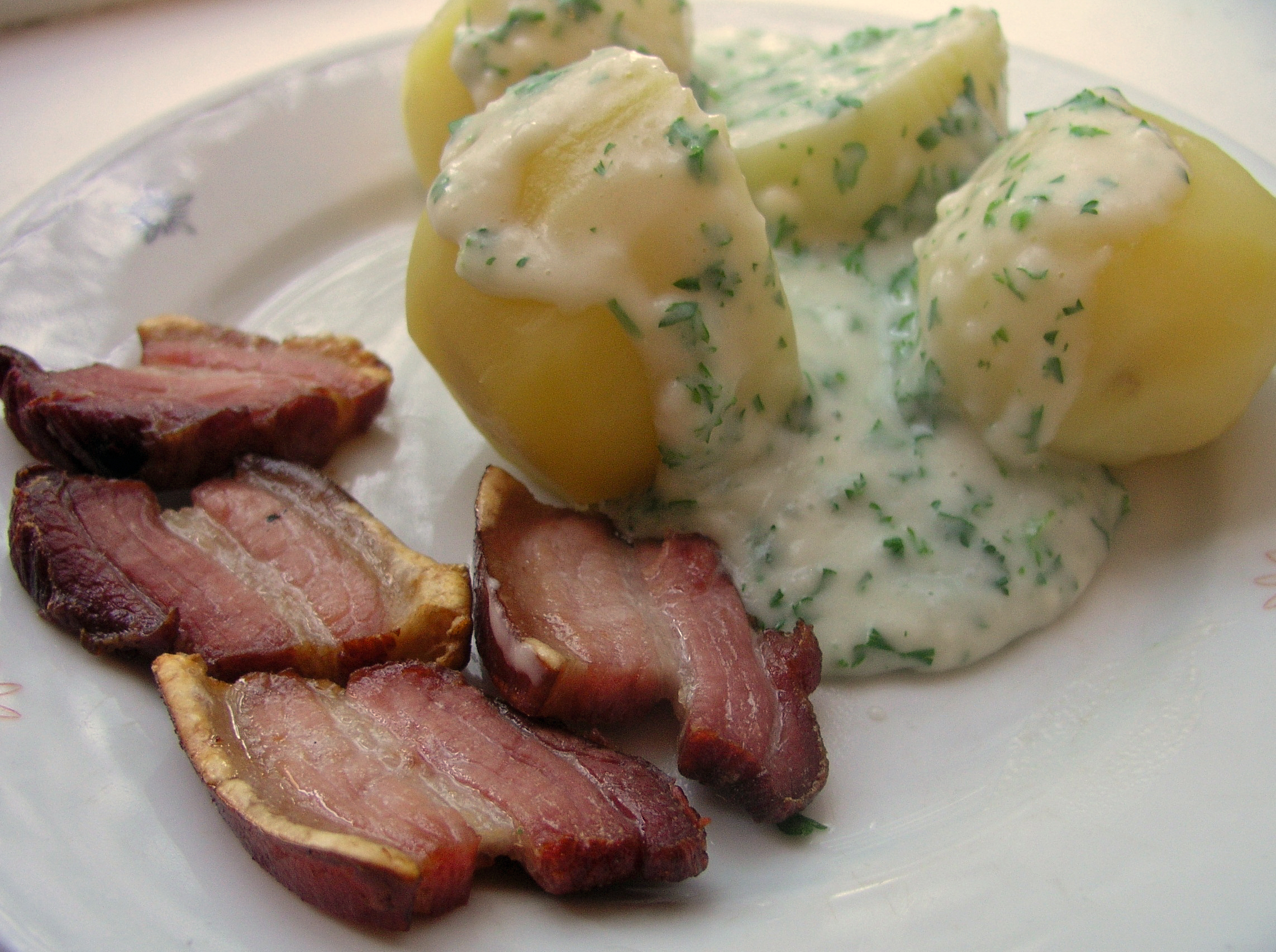
Stegt flæsk med persillesovs（焼き豚バラ肉のパセリソース添え）

ソースと調味料は、デンマークの食事の重要な要素である。
- ベアルネーズソース：ステーキに添えて供される
- ブラウンソース（brun sovs）：あらゆる料理に添えて供される。マッシュルームソース、オニオンソースやハーブブラウンソースなどの種類がある。
- ホースラディッシュソース（peberrodssovs）：ローストビーフやプライムリブに添えるクリームソース。熱いローストビーフの上にのせるように、凍らせたソースを供することもある。
- ケチャップ：赤ソーセージに、マスタードとともに必須。
- マヨネーズ：調理に使ったり、フライドポテト（pommes frites）に付けたりする。通常小エビの上には、たっぷりのマヨネーズをのせる。
- マスタード（sennep）：様々な種類のマスタードがある。伝統的なマスタードは辛く、濃い黄褐色であるが、その他に、ディジョン、ハニーマスタードや他の独特の風味を含む、様々な種類が使われている。サラダマスタード（黄色マスタード）がソーセージやホットドッグに使われる。特別な甘い、ディル入りのマスタードがスモークサーモン（laks）に添えられる。
- パセリソース（persillesovs）：たっぷりのパセリで風味付けしたホワイトソース。
- チリソース：ステーキに添えて供される。
- レムラード・ソース：広く一般的に使われる調味料。フライドポテト（pommes frites）のディップとして人気である。
- ウィスキーソース：ステーキに添えて供される。
- ベシャメルソース：野菜に和える（エンドウマメ、エンドウマメとニンジン、ホウレンソウ、刻んだキャベツ）ソースとして使うことが多い。

### チーズ（ost）

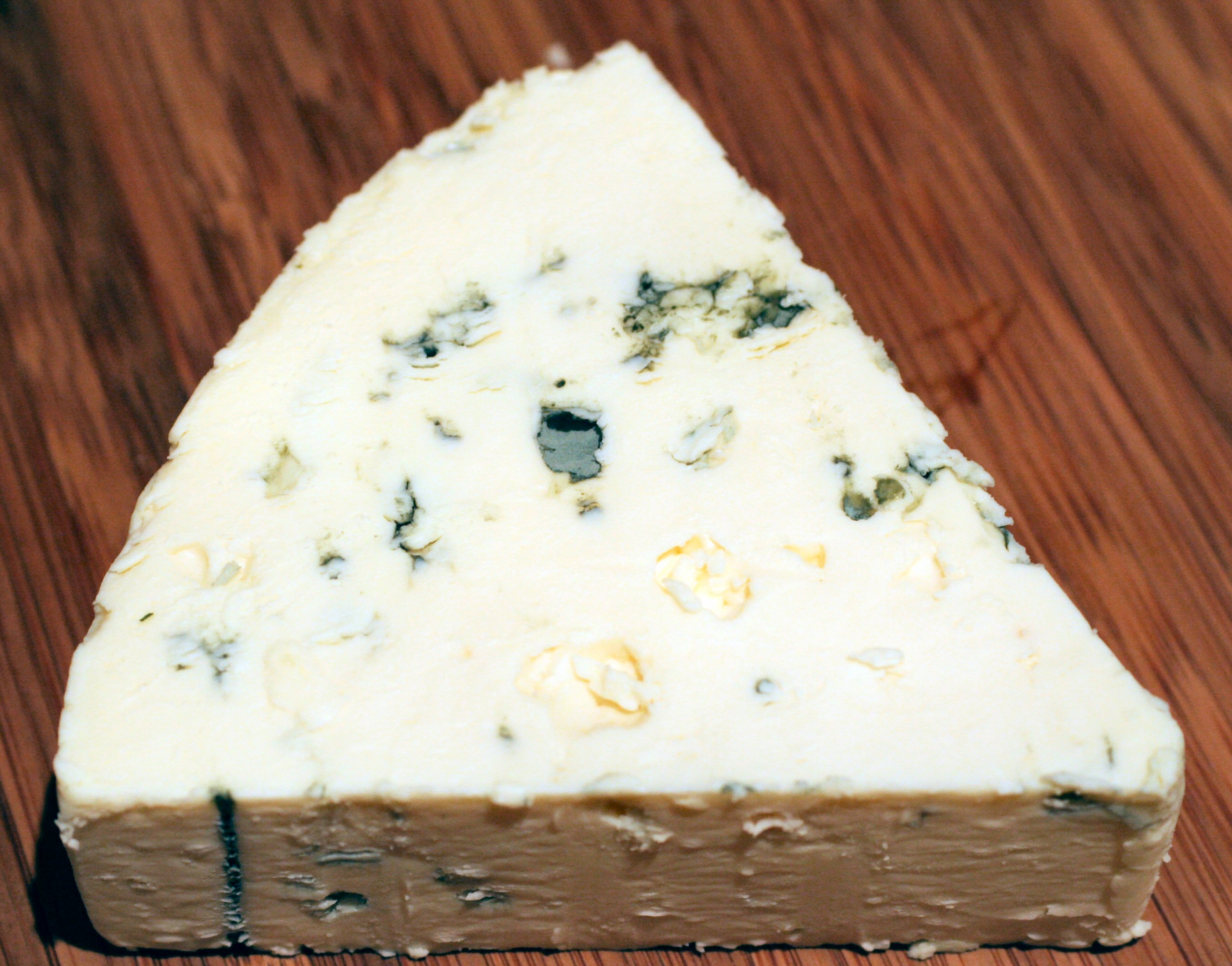
デンマークのブルーチーズ、Danablu

デンマークは美味しいチーズで知られている。朝食や昼食のサラダの一部として、または夕食後のデザートとしてクラッカーやワインと共にostebord やostetallerken （チーズテーブルまたはチーズプレートの意味）という名前で供される。
デンマークで伝統的な一般に食べられるチーズ（skæreost）は口当たりがよいが、デンマーク料理で使う刺激の強いチーズもある。いくつかは非常に匂いがきつい。ブルーチーズは非常に刺激が強く、デンマークのチーズ製造業者は成形チーズを、非常に口当たりが良くクリーミーなものから、国際的にデンマークと関連する強烈に青い繁殖麺があるものまで作っている。もうひとつの刺激の強いチーズには、長期熟成した刺激のある熟成チーズのブランド、Gamle Ole （「Oleおじいさん」、Oleは男性名）がある。非常に刺激的であり、ラードを塗ったデンマークのライ麦パン、rugbrødの上にタマネギの薄切りと肉の煮凝り（sky）と一緒にのせて供されることが多い。この刺激の強いチーズは、ラム酒に浸して供することもある。
刺激の強いチーズはデンマーク人が習得した味覚でもある。匂いを感じた年配のデンマーク人は、冷蔵庫の中でプラスチック容器に密封されていることから、Gamle Ole の匂いは家中に広がるという冗談を言う。物事が非常に正しいことを語るときに、Gamle Ole の刺激を示し、「それは匂う」と言うことがある。「何か匂う」または「Gamle Ole の匂い」と言うこともある。
デンマークはギリシャとの長い法廷闘争に敗れ、調整乳を使用して製造したデンマーク産チーズは「フェタ」と名乗れなくなった。2002年7月以降、フェタは原産地名称保護制度（PDO）対象となり、欧州連合においてフェタはギリシャ産の羊あるいは山羊の乳で作るものに限定された。欧州連合の判断により、デンマークの乳製品メーカー、アーラ・フーズ（ダンボー (Danbo) も製造）は、フェタ製品をApetina に改称した。
デンマーク産のチーズの幾つかは次の通り：
- ダナブルー (Danablu) ：刺激の強いブルーチーズ
- ブルー・キャステロ (Castello)
- エスロム (Esrom)
- ダンボー (Danbo)
- ハバティー (Havarti) ：セミハードのデンマーク産牛乳チーズで、19世紀中頃に最初に製造した試験農場にちなんで名付けられた。
- デンマーク産フェタ
- スモークチーズ：クミンの風味がするフュン島の特産であり、ラディッシュとライ麦パンと共に供される。

### 香辛料およびハーブ（krydderier）

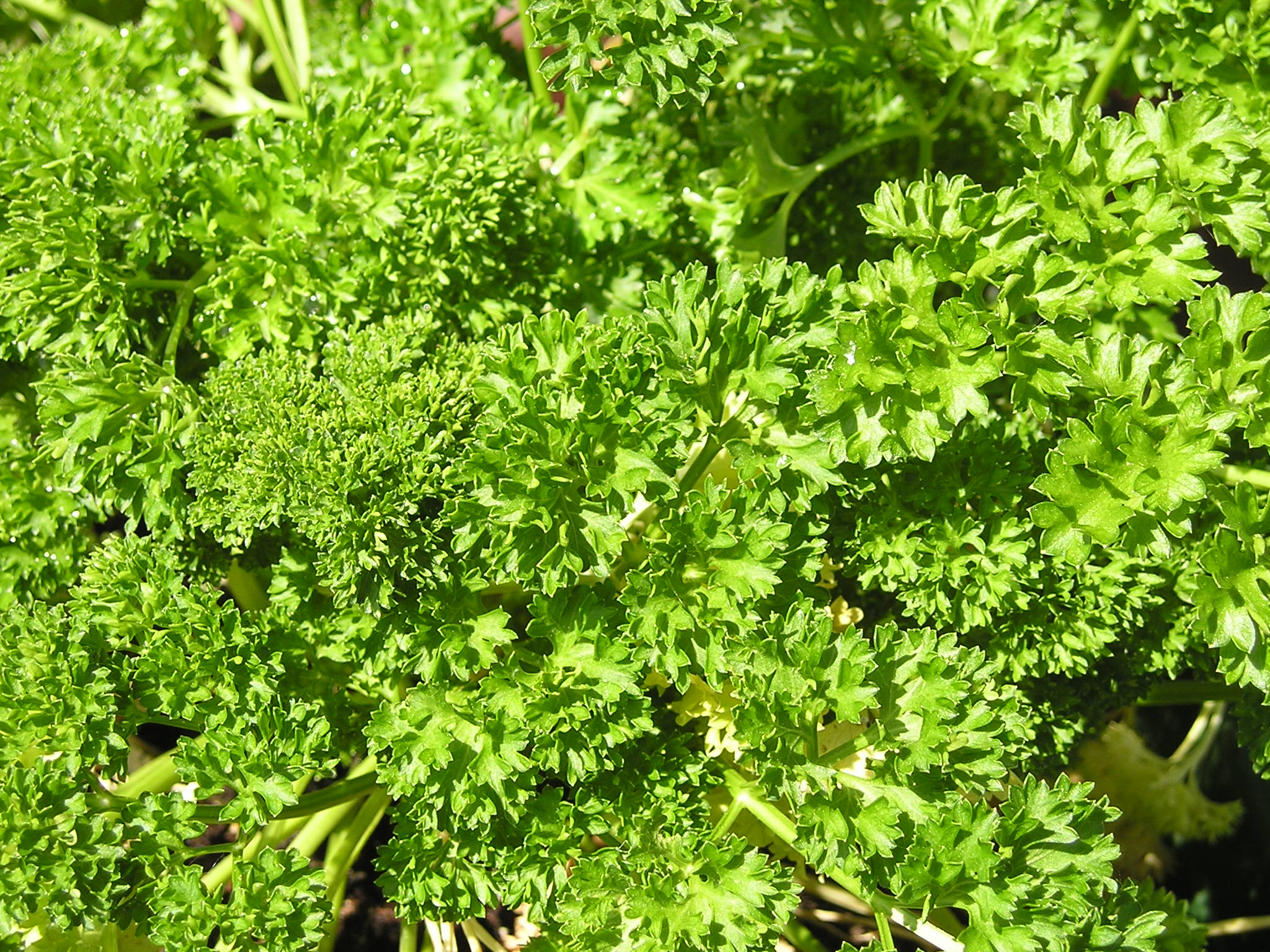
パセリは生またはソースで用いる

新鮮なハーブは非常に人気であり、様々な種類がスーパーマーケットや地域の食材店で販売されている。多くの人々は新鮮なハーブを台所の窓、気候が良ければ窓外の植木箱や屋外で育てる。デンマークでの調理に一般的に使うハーブおよび調味料は次の通り：
- チャイブ
- コショウソウ
- カレー粉
- ディル
- ニンニク
- パセリ
- ローズマリー
- タイム
- オレガノ

### 果物（frugt）

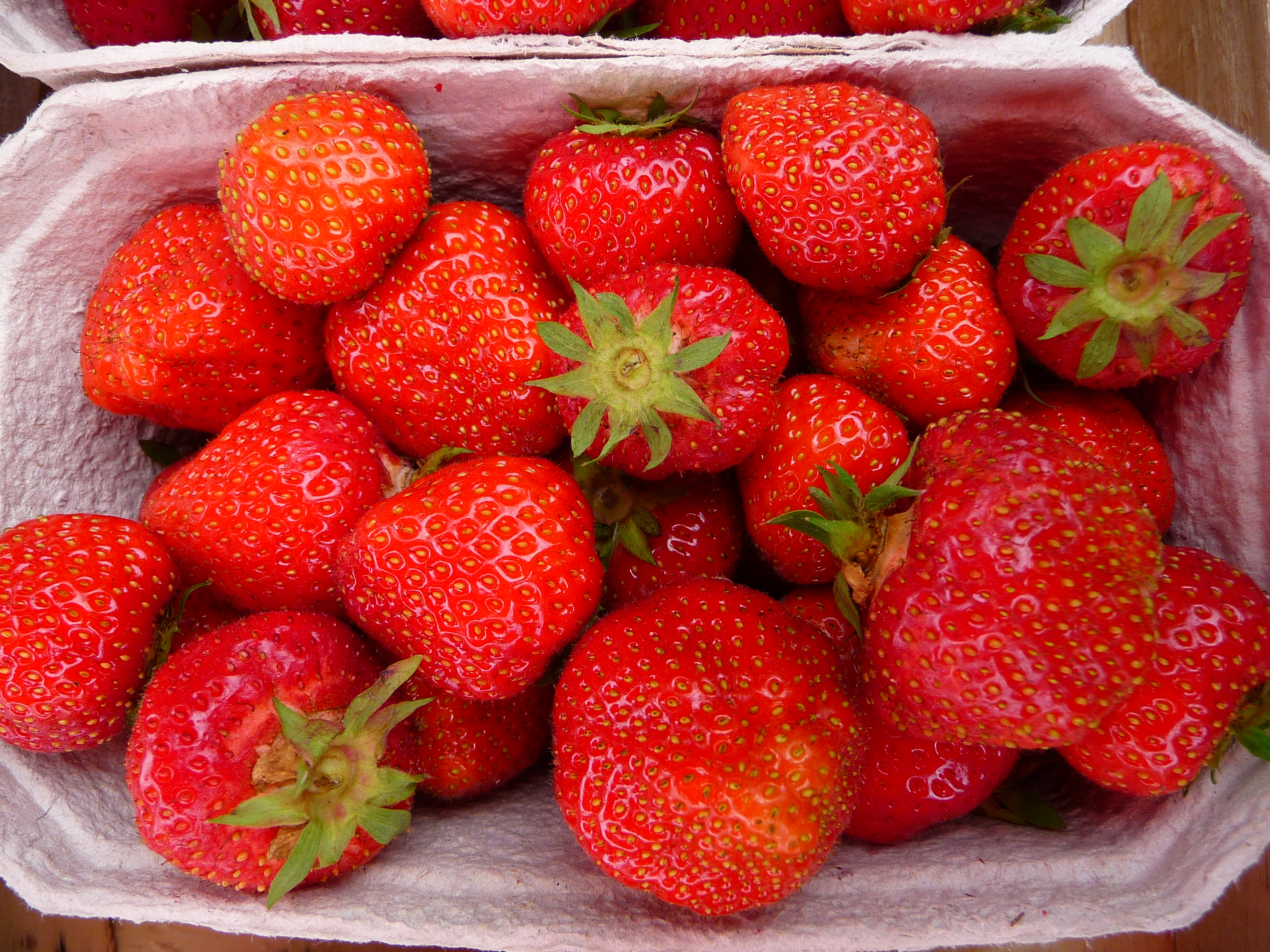
イチゴはデンマークで人気である

野菜と同様に、果物が伝統料理の一部となるためには冬期の長期保存に耐えなければならなかった。果物は通常チーズの付け合わせ、またはデザートの飾りとして小さく切って食べる。
デンマーク料理に伝統的に関連する果物は次の通り：
- リンゴ（Æbler）：伝統料理の「冬リンゴ」店で人気である。ソテーしたりFlæsk （厚切りベーコン）に添えて供される。
- クロスグリ（Solbær）：「太陽のベリー」の意味。
- サクランボ（Kirsebær）：旬には生で食べるが、チェリーソースに調理して、伝統的にクリスマスに牛乳粥（risalamande）にかける食べ方が有名である。デンマーク産の有名なチェリーのリキュール、ヒーリング（Heering）の製造にも使われる。
- セイヨウスグリ（Stikkelsbær）：「とげの多いベリー」の意味。セイヨウスグリのプレザーブ、stikkelsbærgrød に使われる。
- ナシ（Pærer）
- プラム（Blommer）
- ラズベリー（Hindbær）
- アカスグリ（Ribs）：ジャムを作ったり生で砂糖を加え（Rysteribs）て、ロースト料理に添える。
- イチゴ（Jordbær）：「地球のベリー」の意味。

イチゴ、アカスグリ、クロスグリ、ブルーベリー、クワの実は「森の果実」（skovbær）として知られ、タルトやママレードの一般的食材である。人気のデザートは、1つまたは複数のベリー（および/またはルバーブ）を煮詰めて作るRødgrød（赤いポリッジ）med fløde（クリーム添え）である。クリームを上にかけるが、牛乳で代用することもある。
Rødgrød med flødeは、軟音の「d」が何度も含まれるため、ほとんどの外国人が発音できない決まり文句として、冗談でデンマーク人が使うことが多い。

### パン類（brød og kager）

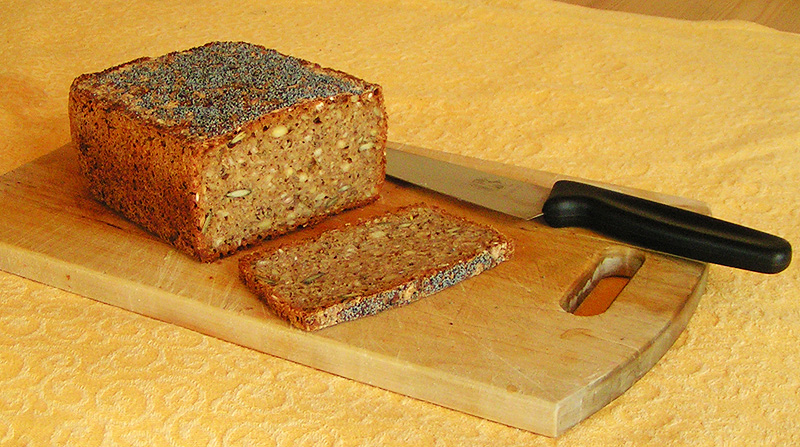
Rugbrød

パンはデンマークの食卓の非常に重要な要素である。パンは家庭で、職場で、またはレストランで味わい、酸味のある生地のライ麦パン、rugbrødを通常基本とする。このパンは色が濃く、重いパンで、薄切りで販売することもあり、薄い色のライムギから濃いものまで様々であり、全粒穀物に精製する。Rugbrødはスモーブローのパンである（上記参照）。まだ多くの人々は家庭でパン、特に小さなロールパンのboller を焼く。スグリ、ブラウン・シュガー、バターペーストを混ぜた長い生地で、伝統的なクリングル (Kringle) を作ることも多い。デンマークのfranskbrød は白パンに相当するが、パン生地は全粒粉からカボチャの種、けケシの実入りパン、トウモロコシ、ミューズリー、またはハチミツ入りパンまで様々である。茶色のパンもまたfranskbrød と呼ばれる。
白パンはデンマークでは「フランスパン」の意味のfranskbrød として知られるが、他の西洋諸国ほど一般的ではない。朝食で皮が堅い白パンにジャムとチーズ、または、ごく薄切りのチョコレート、Pålægschokoladeを乗せて食べることが多い。

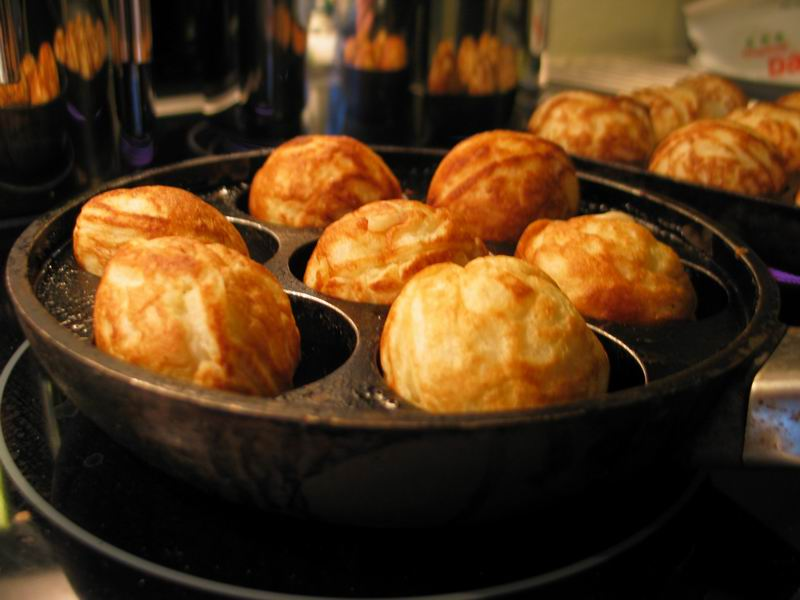
デンマークの丸いパンケーキ、エーブルスキワ（Æbleskiver）

- クッキー：デンマークのバタークッキーは、アメリカ合衆国でも人気があり、装飾された丸い缶に詰めて販売される。
- デニッシュ：デンマーク（およびスウェーデン）ではwienerbrød（ウィーンのパン）として知られる。
- Kransekage（「花輪ケーキ」の意味）：段々と小さくなる輪を積み上げて、逆円錐状に作ったアーモンドケーキ。ケーキの輪は白いアイシングで飾り付けし、ケーキには紙製のは赤白のデンマーク国旗で飾り付ける。非常に特別な日にはシャンパンの瓶を中に入れ手作る。一般にKransekage は元日や、結婚式、還暦、結婚記念日のような特別な日を祝い、シャンパンと共に供される。
- クリングル (Kringle) ：プレッツェル形状のケーキで、特にアメリカ合衆国にてデンマークを連想する。
- Layer cakesLagkage：薄いスポンジの層を重ねたケーキで、層の間にベリーソースとホイップクリームまたはカスタードをはさみ、上に果物を飾ることが多い。誕生日ケーキの定番。
- Pebernødder：「コショウナッツ」の意味。クリスマスに食べる、小さなスパイスクッキー。
- エーブルスキワ (Æbleskiver) ：パンケーキに似た生地を専用の器具で球状に焼いて作り、伝統的にジャムを付け砂糖をまぶしてクリスマスに食べる。

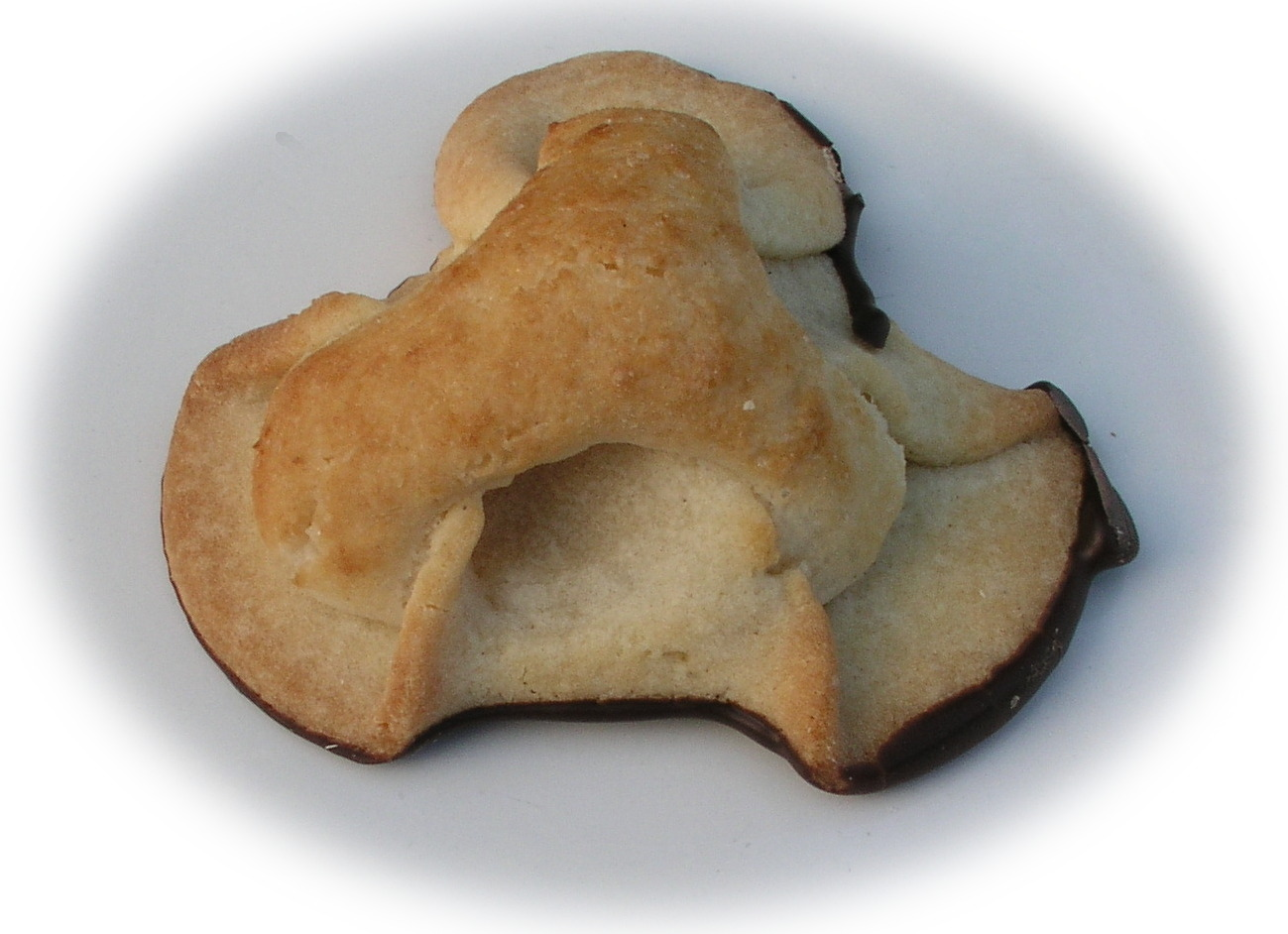
「ナポレオンの帽子」ダークチョコレートに浸したマジパン入りのケーキ
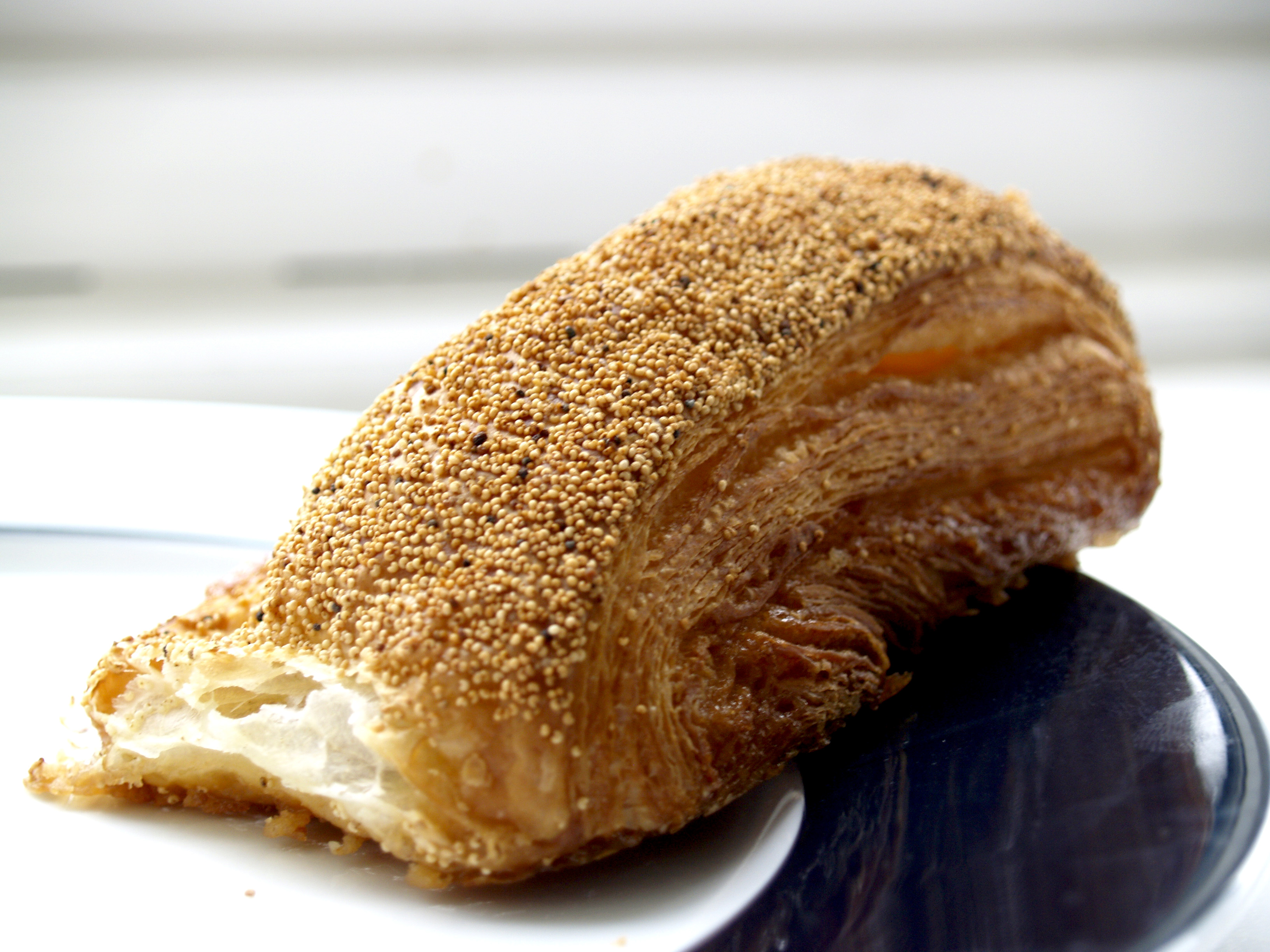
「ティビアキス」ケシの実をまぶしたデニッシュ・ペストリー
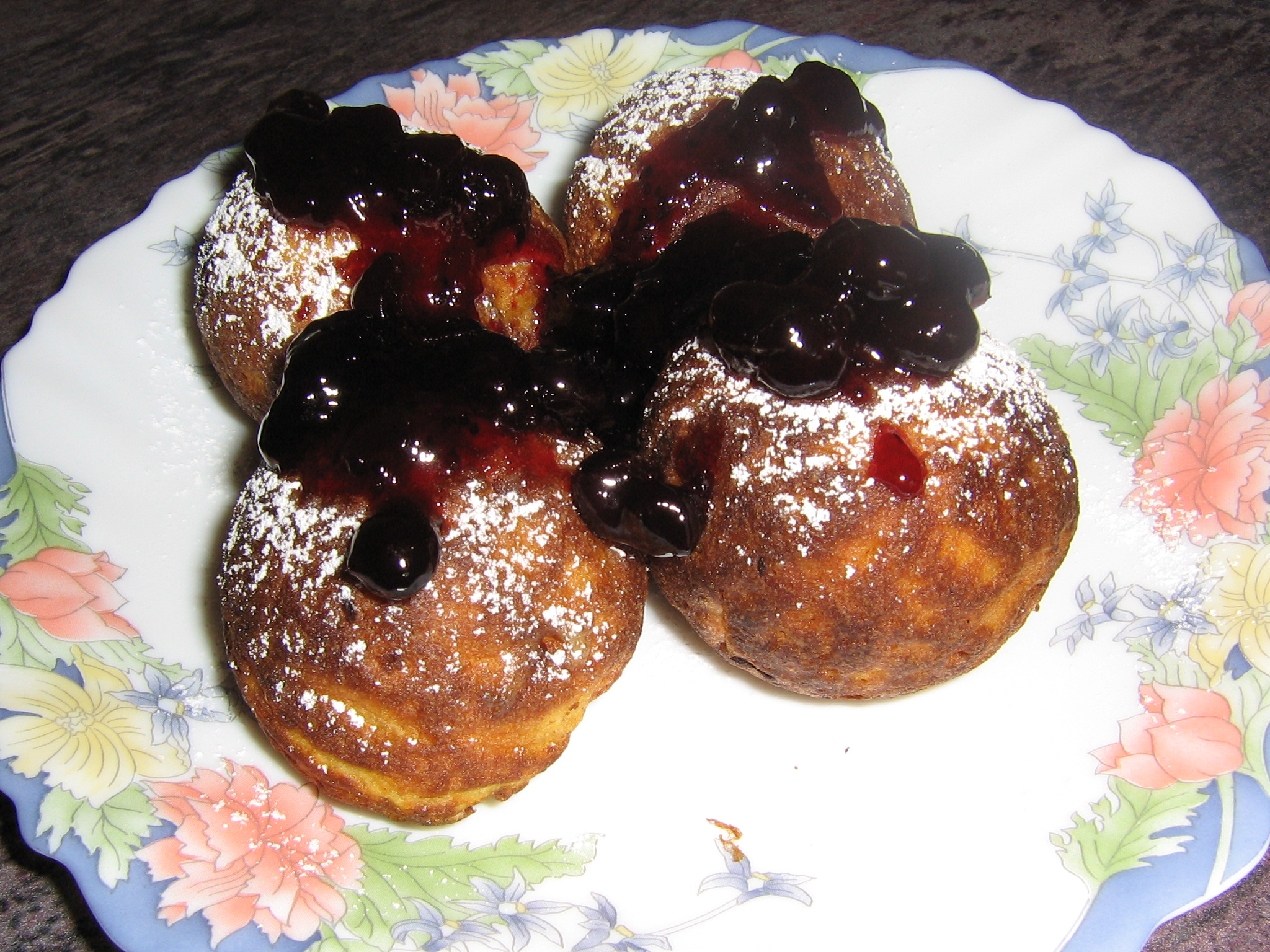
「エイブルスキーバー 」
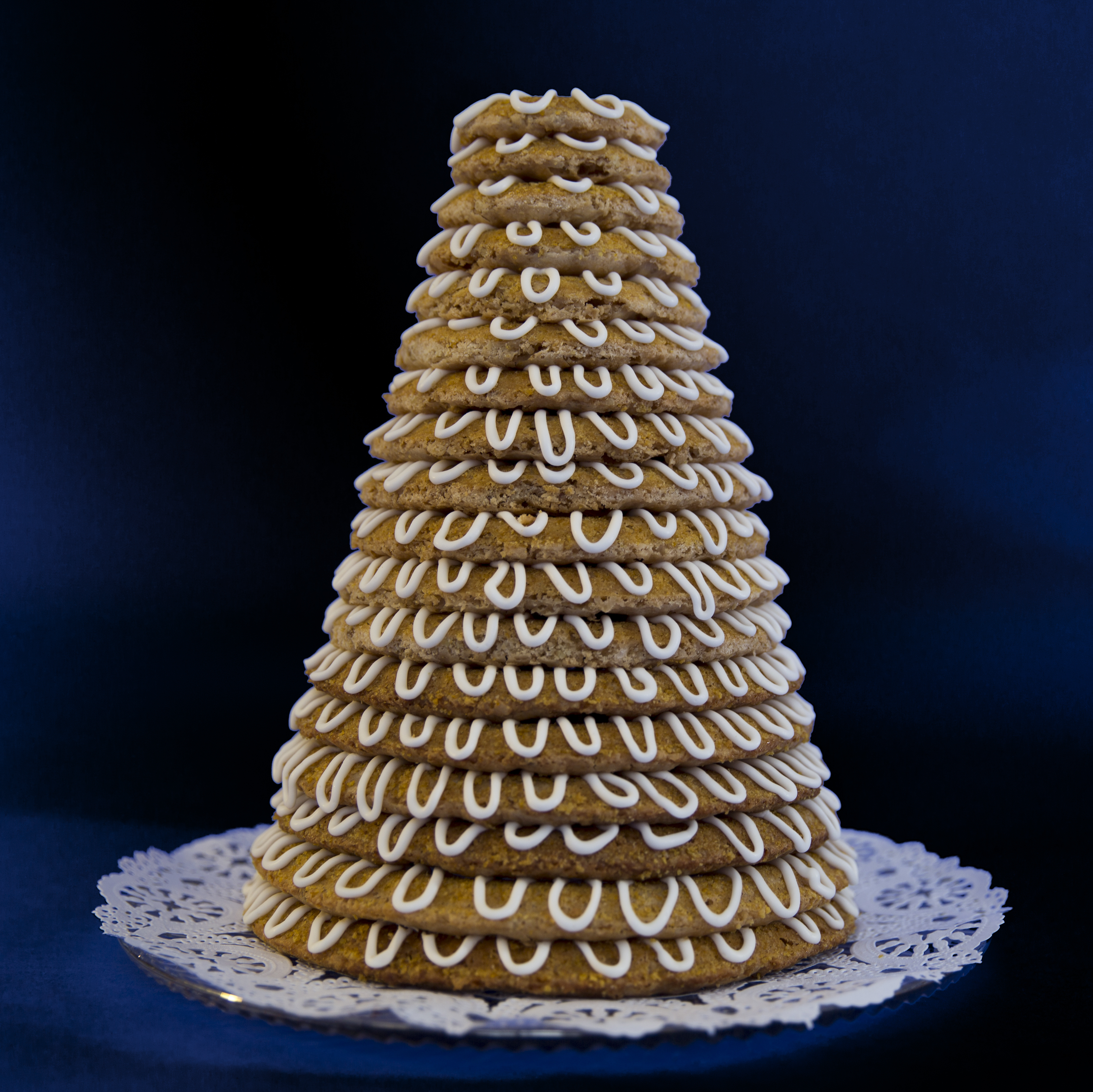
「カンセケーエ」
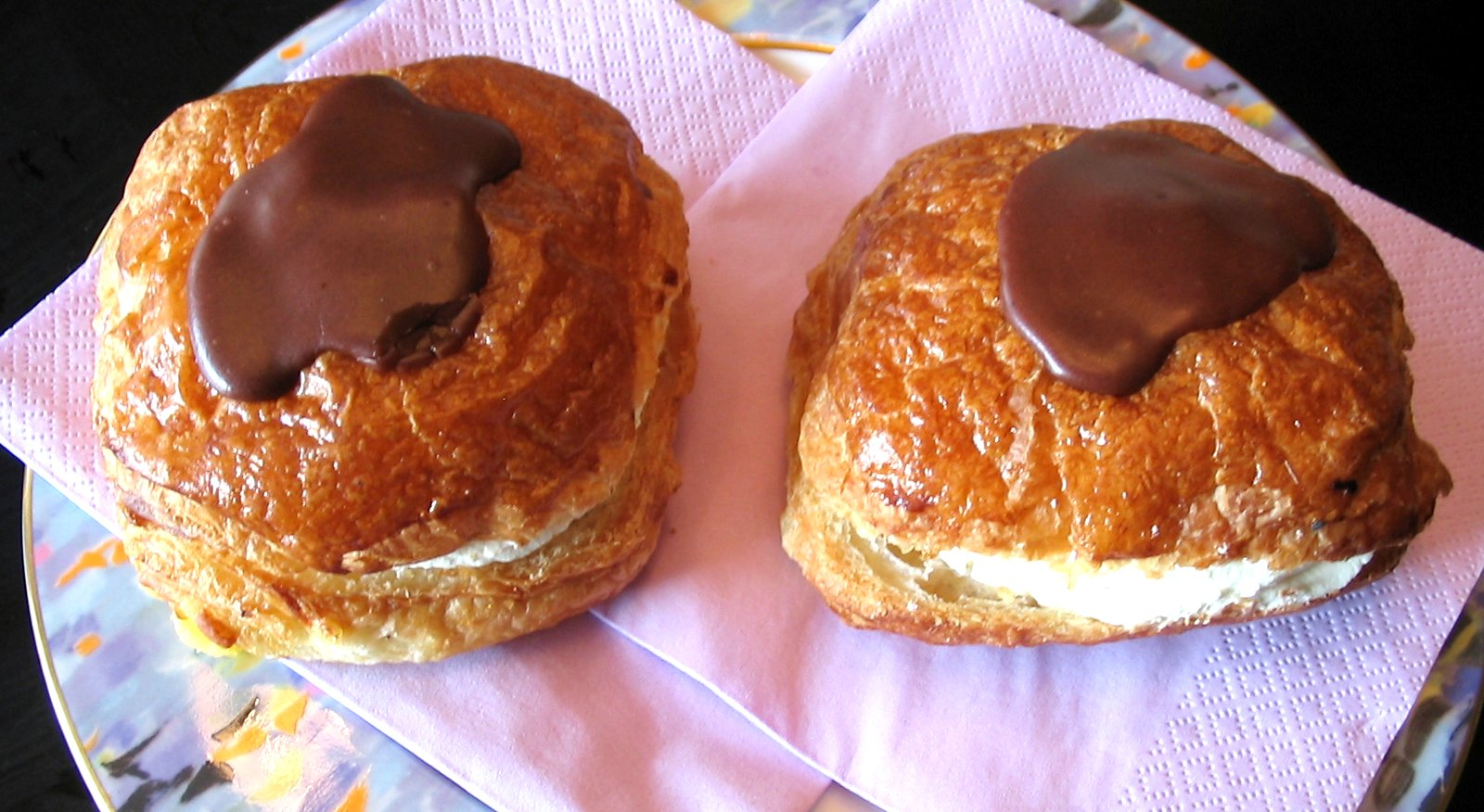
「ファステラウンボーラ」お祭りのケーキ
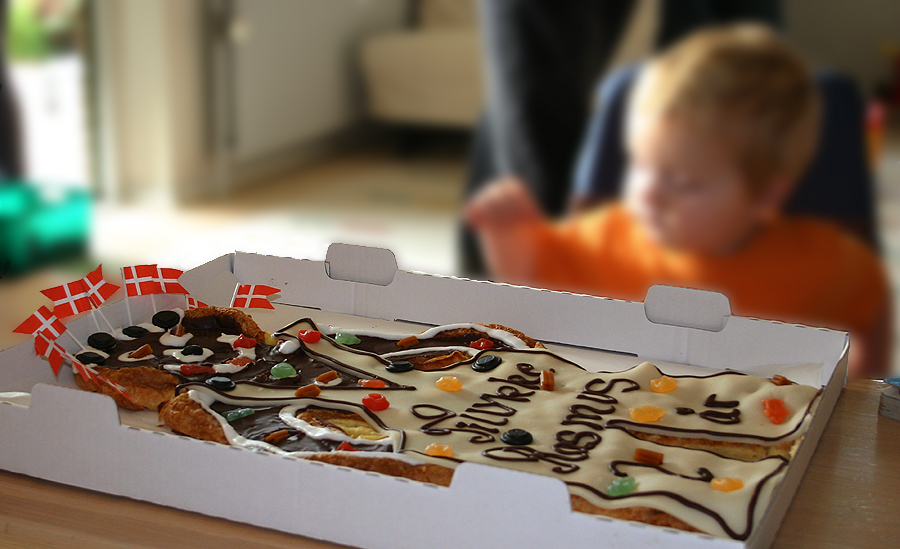
「ケーエマン」
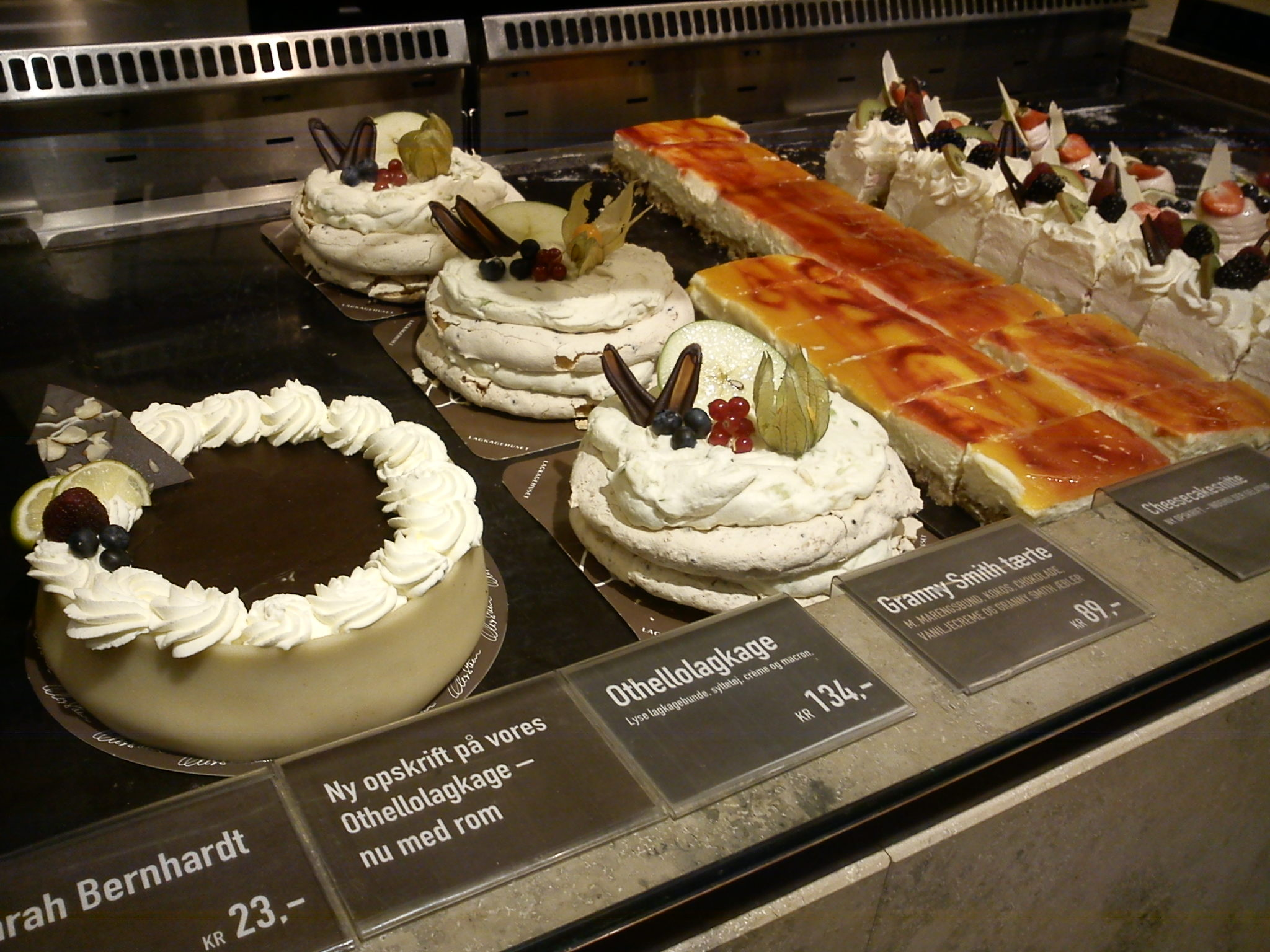
「オセロラウケーエ」
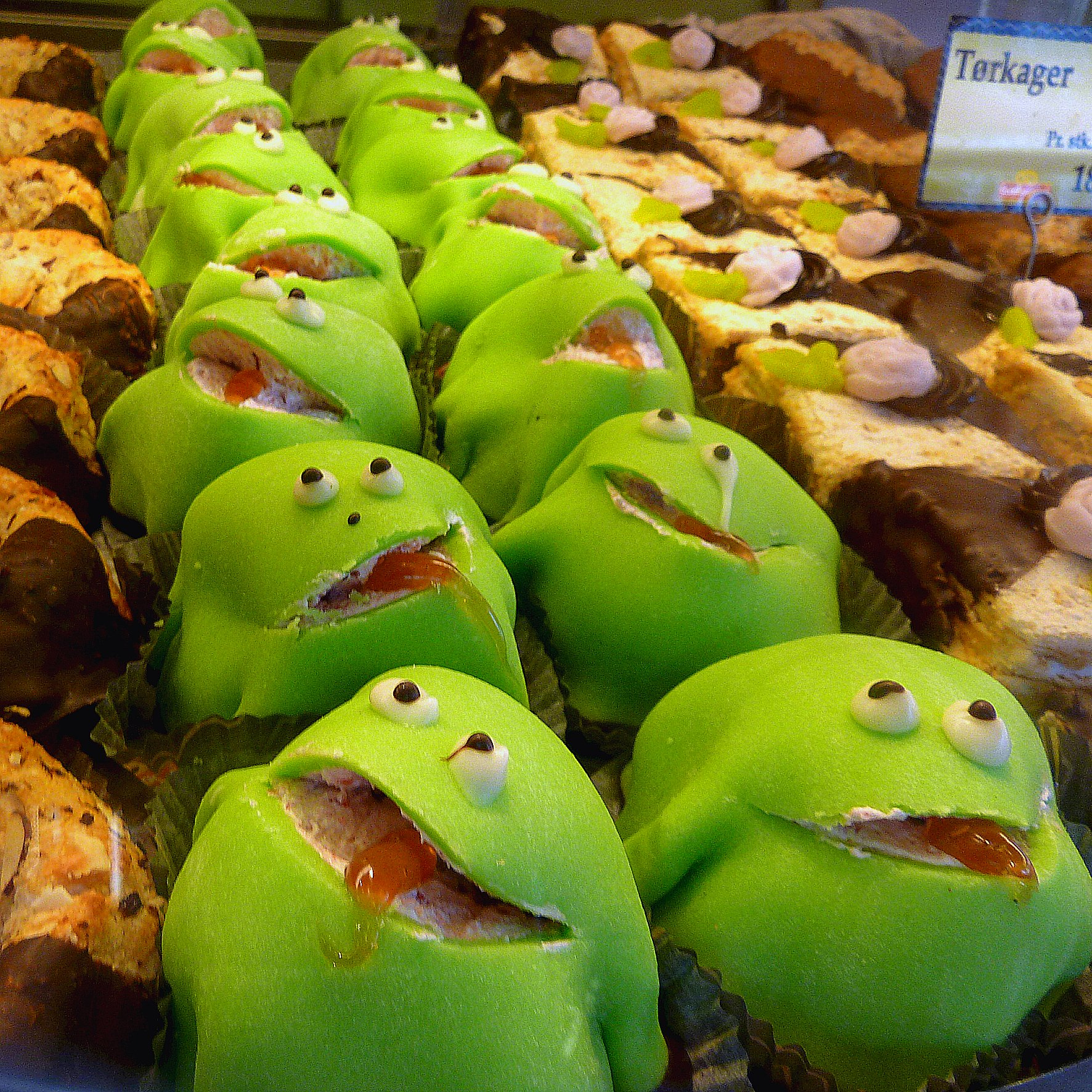
「カイケーエ」蛙の形のケーキ
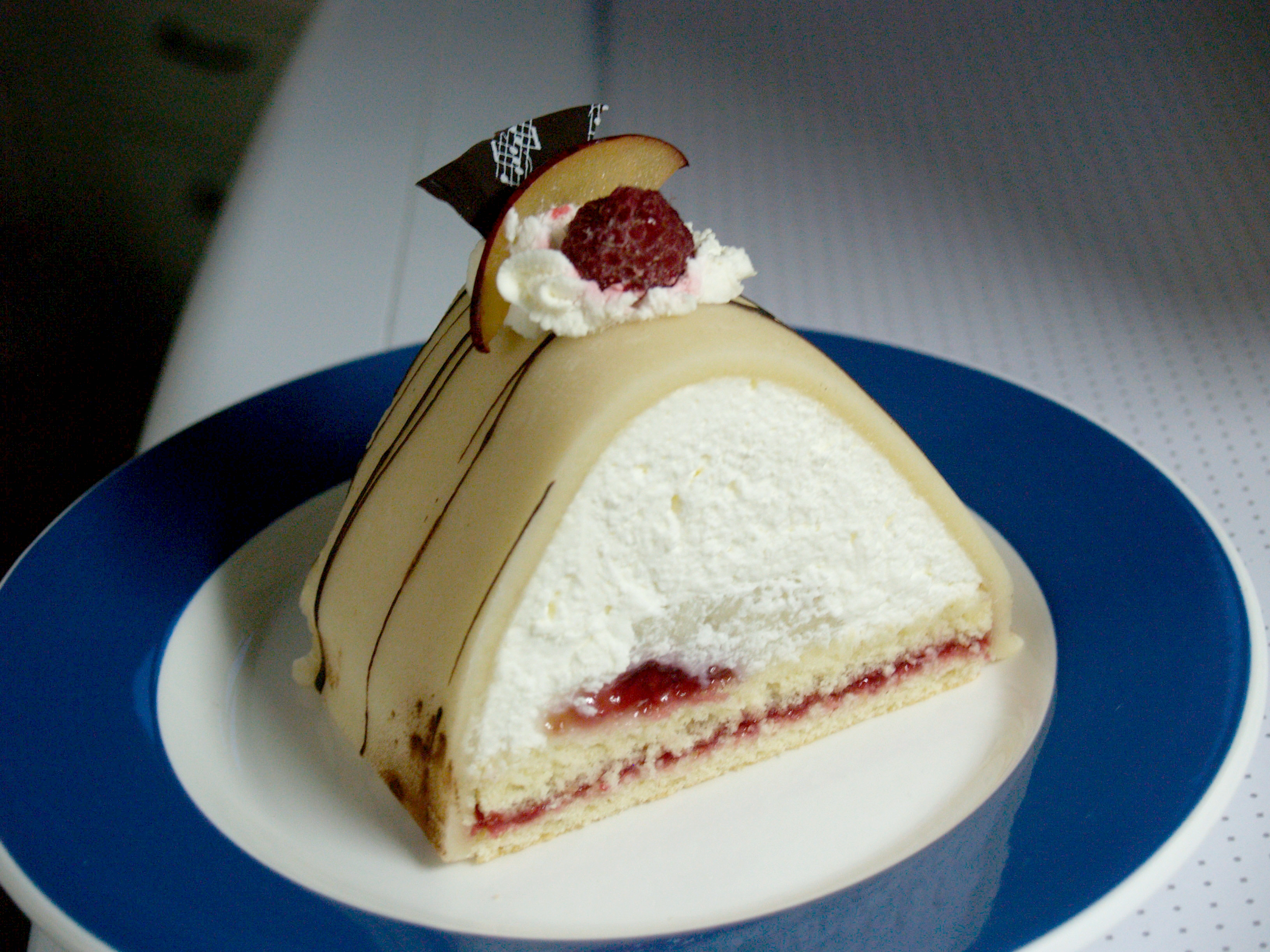
「ゴーセブリスト」マジパン入りのクリームケーキ

### 菓子（konfekt）
- エーブルグロッド

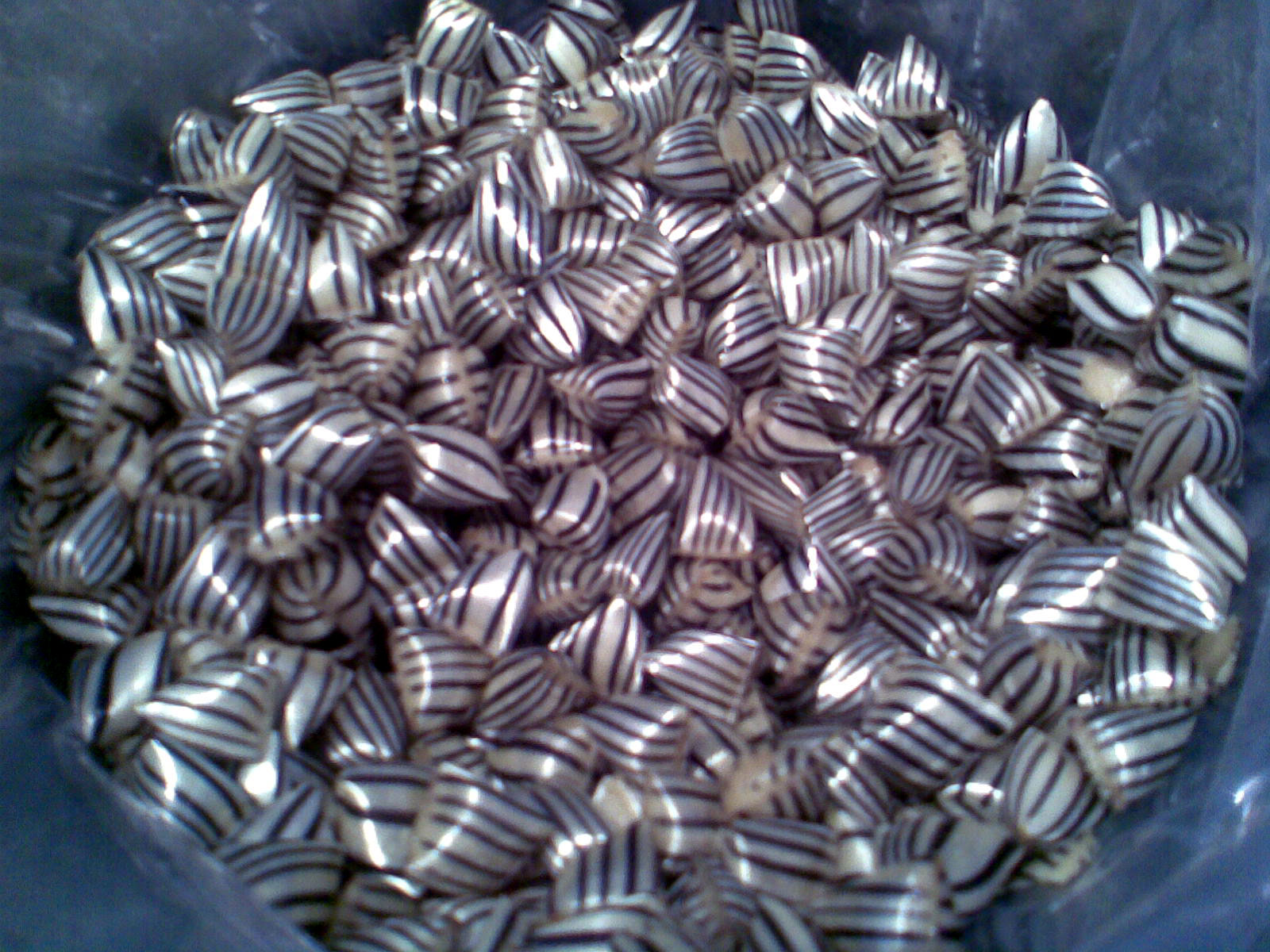
リコリスとバナナのキャンディ

- チョコレート：デンマークには世界的に有名な美味しいチョコレート生産の長い歴史がある。最も有名なブランドはアンソンバーグ（Anthon Berg）である。
- リコリス菓子：サルミアッキで作る塩味のリコリスもある。デンマークでは世界一味の強いリコリス菓子が作られる。
- マルチパン
- ワインガム：他のヨーロッパ諸国と同じ外観、同じブランドである。デンマークのワインガムは甘みが少なく、咬み応えがある。

他にも、ガムドロップ (Gumdrop) やドラジェからミントやキャラメル菓子まで、膨大な量の菓子やキャンディがある。Bland selv slik （「自分で混ぜるキャンディ」の意味）はデンマークのスーパーマーケットやキオスクで広く販売され、プラスチックの容器の中の通常20個から50個の異なる種類のキャンディをショベルのようなもので紙袋に入れて量り売りする。
デンマーク菓子と輸入菓子の両方が箱詰めで販売され、形状、食感、味の相違は極めて独創的であることが多い。キャンディは様々な物の形状を模して作られ、空飛ぶ円盤、テニスラケット、サッカーボール、蝶、変わり種には歯や歯ブラシの形もある。

## アルコール飲料（drikkevarer）

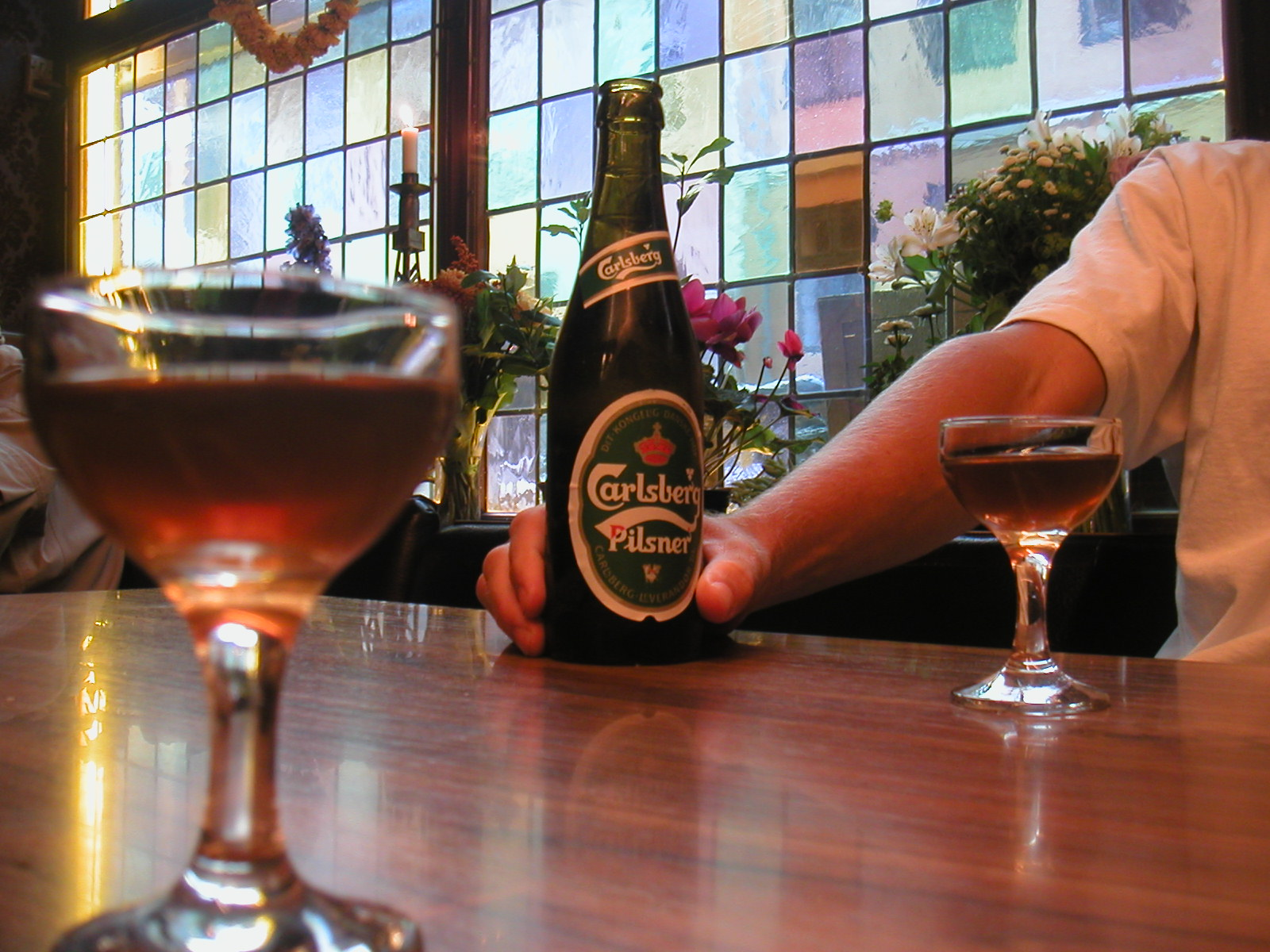
Øl og snaps（ビールとアクアビット）

- アクアビット：通常snaps と呼ばれる。ジャガイモから作り透明で度数が強いが、ウォッカと違い、常にハーブで風味付けしている（ディル等）。[39]
- ビール（øl）：デンマーク産はカールスバーグ、ツボルグ。仕事の後やリラックスするときに「ピルスナー」スタイルを飲むことが好まれている。デンマークではピルスナースタイルが支配的であるが、多くの他のスタイルもある。近年、小規模蒸留所が各地で作られ新たな地ビールを生産している。[40] デンマークのビール参照。
- ユールブリュック：クリスマス期間に飲まれる高アルコール度数のビール。解禁日はJ-dayと呼ばれパブやレストランで飲み放題のイベントも開催される。
- ビターズ：最も人気のビターズはガンメル・ダンスク（Gammel Dansk、「古くからのデンマーク」の意味）である。[39]
- コーヒー（Kaffe）：家庭で地元ボダム社 (Bodum) 製コーヒーメーカーで淹れた、またはドリップしたブラックコーヒーを昼夜によく、朝に必ず飲む。
- Hyldeblomstsaft：甘みを加えたニワトコの花のジュースで、家庭で作り、水で薄めて供する。冬には温めて飲むこともあるが、通常冷たい。[41]
- フルーツワイン：チェリーワイン、カシスワイン、ニワトコワイン。
- グレッグ（Gløgg）：赤ワイン、ブランデー、シェリーにレーズンとアーモンドを加えて作る温かいカクテル。クローブとシナモンを加え、クリスマスの伝統のひとつである。[42]
- ホット・チョコレート（Varm kakao）：子供が飲むことが多く、家庭のヒュッゲに欠かせない。
- 蜂蜜酒（Mjød）：ヴァイキングが作った伝説がある。[43]
- ミネラルウォーター（Danskvand、「デンマークの水」）：柑橘類を加えることが多い。
- スカッシュ (Squash) （Saftevand）：果物のシロップに水を加えて作るジュース、子供が飲むことが多い。
- デンマークワイン：生産量が少なく、高価である。輸入ワインがより人気である。[44]

## 批判
デンマークの食文化は美食により、別には栄養学者により批判されている。歴史学者、作家のSøren Mørchはデンマーク料理の特徴である甘く香辛料を使わない風味のなさを「ゴミの台所」、牛乳の味と甘さが付き物であることを「ベビーフード」と呼んだ。彼は、この特徴がベーコンとバターが輸出されデンマーク人が残りの食材を「排出」として使うデンマーク食品分野の輸出政策が原因で起きたと主張している。スキムミルク、挽き肉のみに適した肉片、代替製品のマーガリンは、Søren Mørchが残り物と表現している食品である。
これとは別に、デンマークの食品の栄養学的な面、例えば、料理の肉、副菜、サラダの分量に本質的な批判が向けられている。栄養成分情報のキャンペーンでは、肉、脂肪、砂糖を控え野菜を多く摂るよう、デンマーク人の健康促進を図った。しかしながら、健康的食生活に繋がらず、結果は罪悪感を持ち、食事を人体の燃料補給のように見ることが過剰となった

## イェンセンさんの料理本（Frøken Jensens Kogebog）

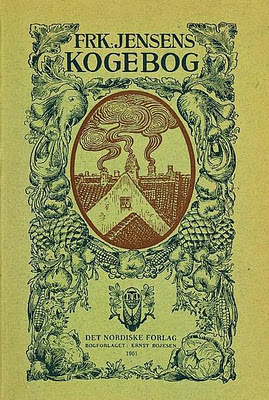
1901年「イェンセンさんの料理本」の表紙

Kristine Marie Jense（1858-1923）著の1901年の料理本「イェンセンさんの料理本」（Frøken Jensens Kogebog）は伝統料理、パン、ケーキ、ビスケットの焼き方の本物のレシピが書かれていると、多くのデンマーク人に考えられている。数十回に渡り版を重ね、現在のデンマークの書店のほとんどで新版が販売されている。デンマークでは、特別な日、例えばクリスマスの食事を準備するとき、「イェンセンさんの料理本」に従う。この本は英語に翻訳されていないが、英語ウェブサイトでの伝統的デンマーク料理レシピの多くは「イェンセンさん」のものである。原版（デンマーク語のみ）はオンラインで参照できる。